# Arqueoastronomía

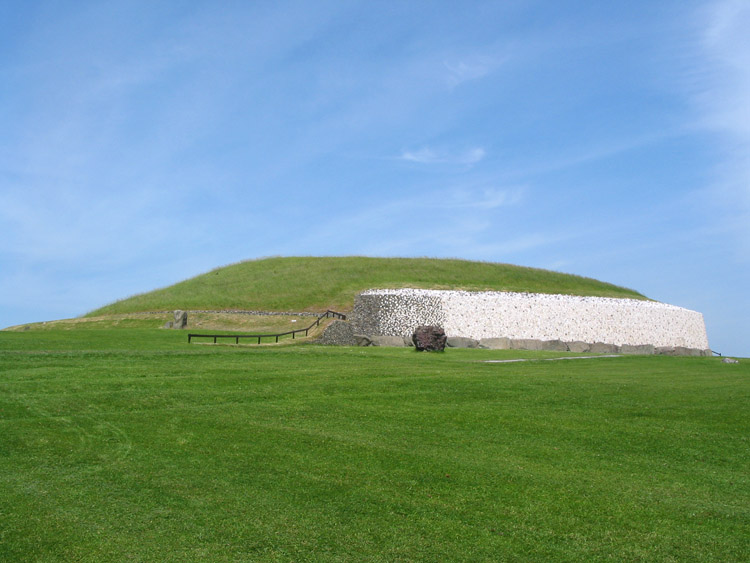
El amanecer ilumina la cámara interna de Newgrange, Irlanda, únicamente en el solsticio de invierno.

La arqueoastronomía es el estudio del cómo las poblaciones del pasado «entendieron el fenómeno del cielo, cómo usaron estos fenómenos y cuál fue el papel del cielo en sus culturas».
Clive Ruggles argumenta que es un error considerar a la arqueoastronomía como un estudio de astronomía antigua, ya que la astronomía moderna es una disciplina científica, mientras que la arqueoastronomía considera interpretaciones ricas en cultura de los fenómenos estelares por otras culturas. Comúnmente está ligada a la etnoastronomía, que es el estudio antropológico de las observaciones estelares en las sociedad contemporáneas. La arqueoastronomía se relaciona ampliamente con la astronomía histórica, que es el uso de datos históricos de eventos estelares para responder a problemas astronómicos y la historia de la astronomía, la cual usa dicha información para evaluar prácticas astronómicas pasadas.
La arqueoastronomía usa una variedad de métodos para descubrir evidencias de prácticas pasadas incluyendo la arqueología, astronomía, probabilidad y estadística, e historia. Dado que estos métodos son muy diversos y usan datos de diferentes fuentes de información, la integración de dichas herramientas en argumentos coherentes ha sido muy difícil para los arqueoastrónomos. La arqueoastronomía llena nichos complementarios en la arqueología del paisaje y la arqueología cognitiva. La evidencia material y sus conexiones con el cielo pueden revelar como un paisaje amplio puede ser integrado en creencias a cerca de los ciclos de la naturaleza, como en la astronomía maya y su relación con la agricultura. Otros ejemplos que han permitido la conjunción de ideas cognitivas y del paisaje incluyen los estudios del orden del cosmos incrustados en los caminos de las poblaciones.
La arqueoastronomía puede ser aplicada a todas las culturas en todos los periodos de tiempo. Los significados del cielo varían de cultura en cultura; sin embargo, existen métodos científicos que pueden ser aplicados a lo largo de culturas estudiando sus creencias antiguas. Es por ejemplo la necesidad de balancear los aspectos sociales y científicos de la arqueoastronomía que llevan a Clive Ruggles a describir esta área de estudio como: «... Un área con trabajo académico de alta calidad con un solo fin pero con especulación descontrolada, rozando la locura del otro».

## La historia de la arqueoastronomía
En su corta historia de 'astro-arqueología' John Michell argumentó que el estado de la investigación en la astronomía antigua había mejorado en los últimos dos siglos, yendo «de la locura a la herejía, a la noción interesante y finalmente a las puertas de la ortodoxia». Aproximadamente dos décadas después, aún podemos preguntarnos: ¿La arqueoastronomía sigue esperando a las puertas de la ortodoxia o ha entrado en ellas?
Todd Bostwick citando a John Michell.

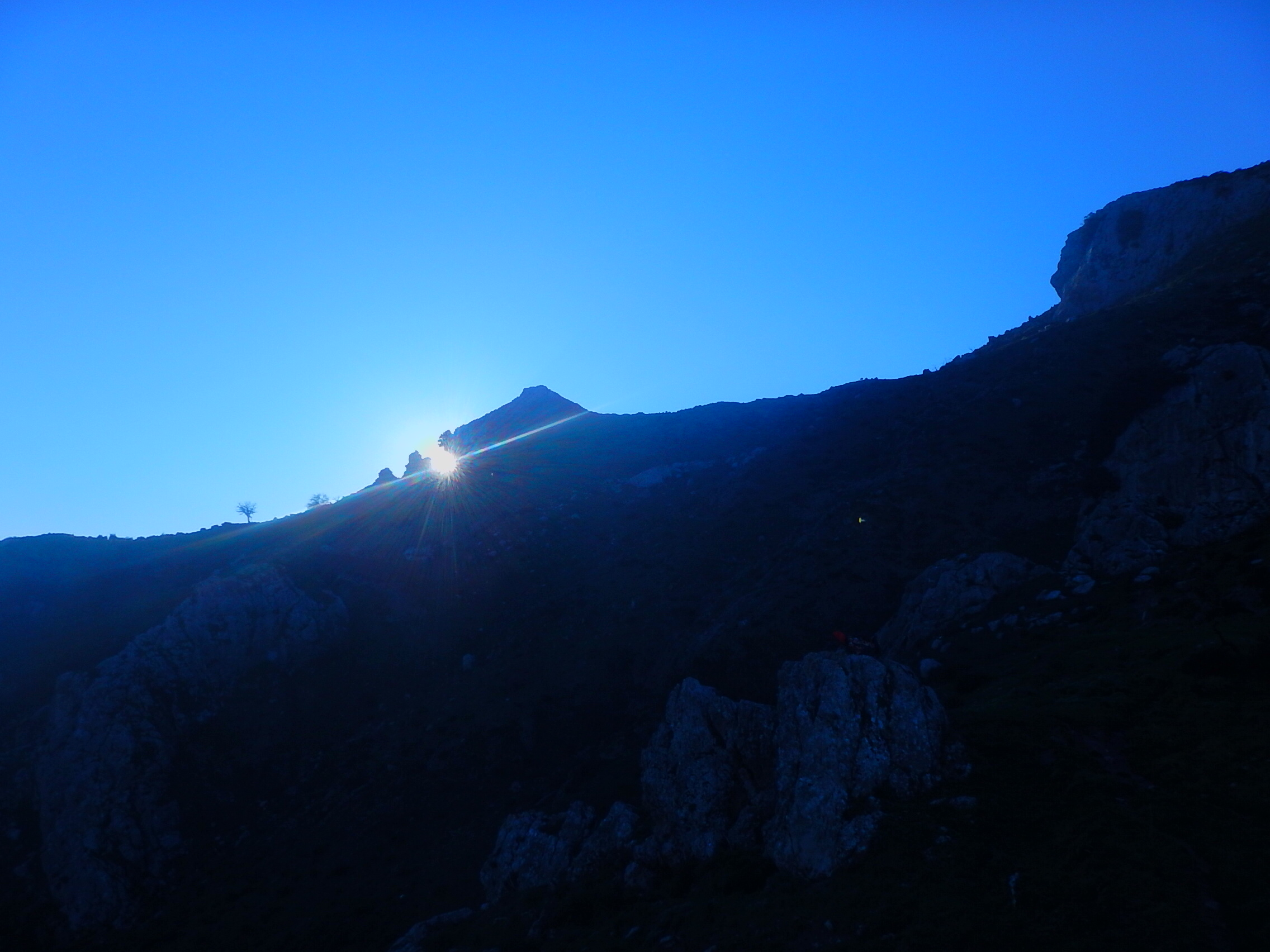
Ocaso en el equinoccio visto desde el sitio prehistórico de Pizzo Vento en Fondachelli-Fantina, Sicilia.

Dos siglos antes de que Michell escribiera lo anterior, no existían arqueoastrónomos y no había arqueólogos profesionales, pero había astrónomos y anticuarios. Algunos de sus trabajos son considerados como los precursores de la arqueoastronomía; los anticuarios interpretaban la orientación astronómica de las ruinas que se encontraban a lo largo de Inglaterra como William Stukeley hizo de Stonehenge en 1740, y John Aubrey su vez en 1678 y Henry Chauncy en 1700 estableció unos principios astronómicos similares relacionado con la orientación de las iglesias. A finales del siglo XIX, algunos astrónomos como Richard Proctor y Charles Piazzi Smyth investigaron la orientación de las pirámides.
El término arqueoastronomía fue usado por primera vez por Elizabeth Chesley Baity (como sugerencia de Euan MacKie) in 1973, pero como tema de estudio puede ser mucho más antiguo, dependiendo de la forma en la que se defina la arqueoastronomía. Clive Ruggles dijo que Heinrich Nissen, trabajando a mediados del siglo XIX, era indudablemente el primer arqueoastrónomo. Rolf Sinclair estableció que Norman Lockyer, quien trabajó a finales del siglo XIX y principios del siglo XX, puede ser llamado el «padre de la arqueoastronomía». Euan MacKie consideró que el origen fue mucho después, estableciendo: «...el origen de la arqueoastronomía moderna debe recaer ciertamente en el trabajo de Alexander Thom en Inglaterra entre la década de 1930 y la de 1970».

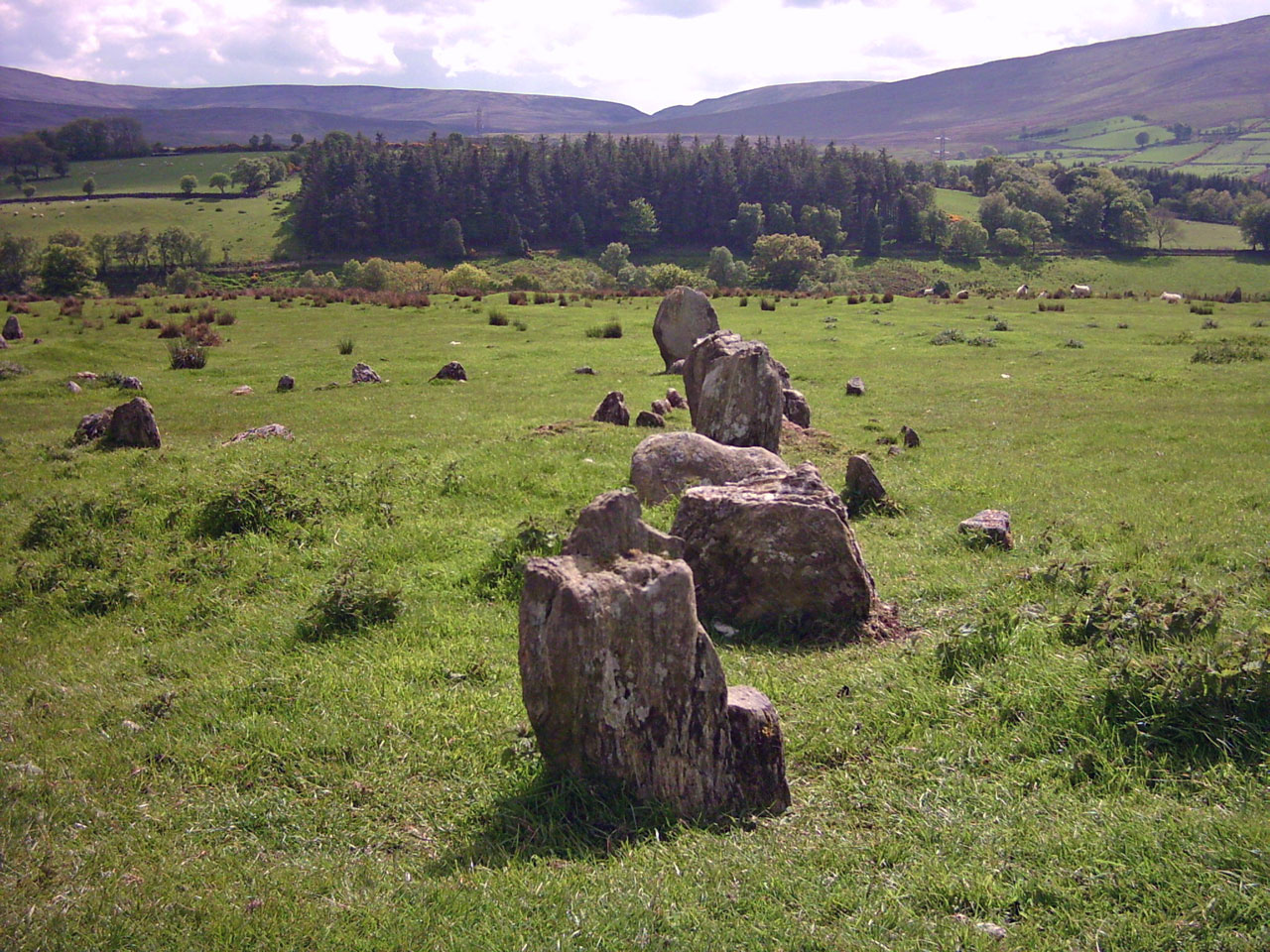
Los primeros arqueoastrónomos estudiaron las construcciones megalíticas en las islas británicas, en sitios como Auglish en el condado de Londonderry, en un intento de encontrar patrones estadísticos.

En la década de 1960 el trabajo del ingeniero Alexander Thom y del astrónomo Gerald Hawkins, quien propuso que Stonehenge era un computador neolítico, inspiraron nuevas características astronómicas de sitios antiguos. Los argumentos de Hawkins fueron descartados rotundamente, pero no se descartó el trabajo de Alexander Thom cuyos resultados de los estudios en sitios megalíticos hipotetizaron la práctica común de la astronomía en las islas británicas. Euan MacKie, reconociendo que las teorías de Thom debían ser comprobadas, excavó en el sitio arqueológico Kintraw en Argyllshire en 1970 y 1971 para verificar si la predicción de observar plataformas de observación en la ladera de una colina por encima de una piedra, era correcta. Había una plataforma artificial lo que aparentemente verifica la hipótesis de alineamiento a distancia de Thom (Kintraw fue considerado como un verdadero sitio para el solsticio de invierno) lo que le permitió a Thom formular la teoría geométrica en el monolito circular en Cultoon en Islay, teniendo un resultado positivo también. MacKie por lo tanto, aceptó las conclusiones de Thom y publicó nuevas prehistorias de Inglaterra. En contraste, una revaluación del trabajo de Tom por Clive Ruggles argumentó que lo establecido por Tom relacionado con la alta precisión astronómica carecía de evidencias sólidas. Sin embargo, el legado de Thom sigue aún presente, Krupp escribió en 1979: «Casi sin ayuda él ha establecido los estándares para la rama de la arqueoastronomía y su interpretación, y sus resultados sorprendentes aún generan controversia durante las tres últimas décadas». Su influencia persiste y su metodología de análisis estadístico de datos sigue como uno de los métodos de la arqueoastronomía.

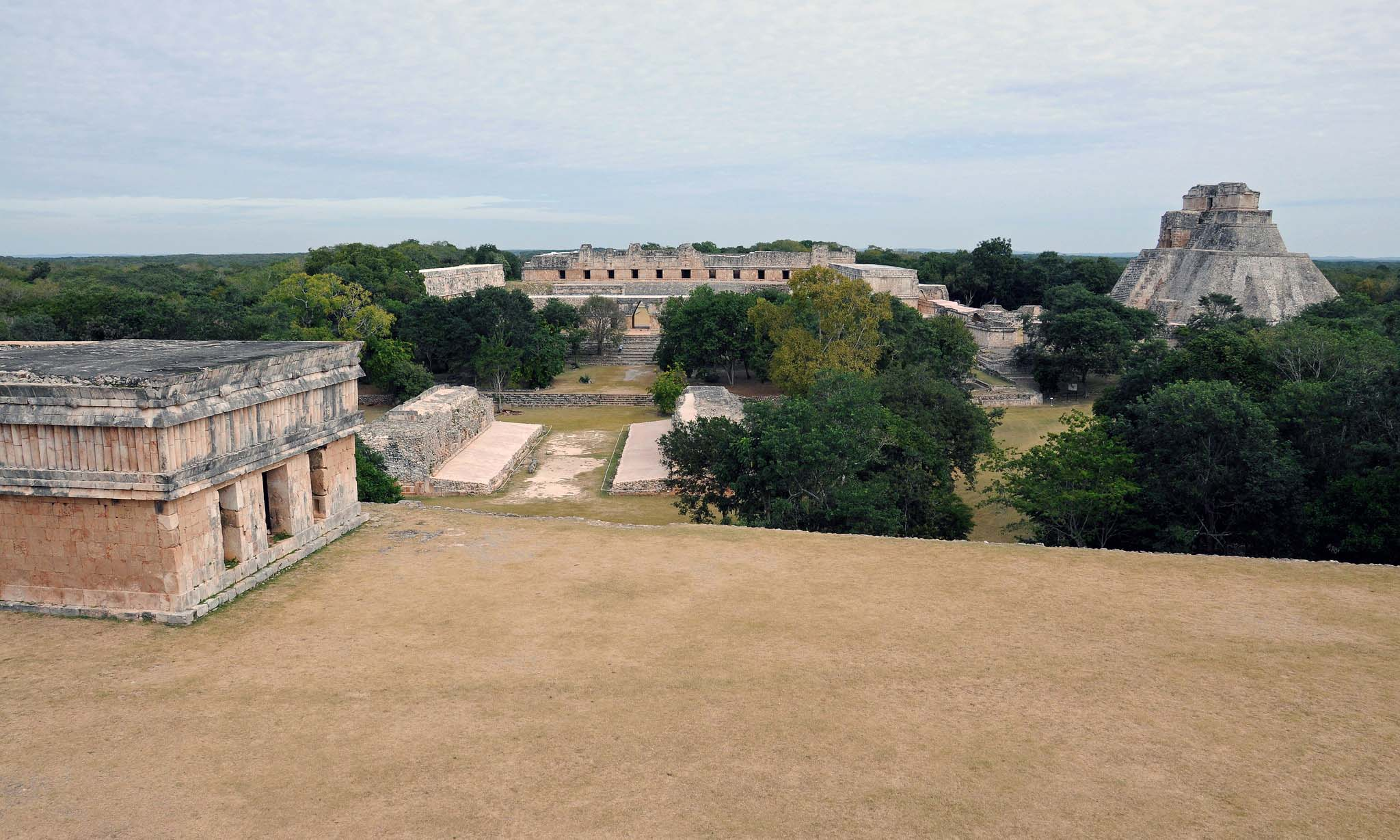
Se ha propuesto que sitios mayas como Uxmal fueron construidos de acuerdo con alineaciones astronómicas.

Este acercamiento en el Nuevo Mundo, donde los antropólogos comenzaron a considerar con mayor seriedad el papel de la astronomía en las civilizaciones amerindias, fue completamente diferente. Tuvieron acceso a recursos prehistóricos, los cuales no eran posibles de obtener en Europa ya que carecía de dichas etnografías además de los registros de los primeros colonizadores. Siguiendo el ejemplo de Anthony Aveni, fue posible que los arqueoastrónomos del Nuevo Mundo hicieran aseveraciones que en el Viejo Continente eran meras especulaciones. El enfoque en los datos históricos llevaron a aseveraciones con alta exactitud que eran débiles cuando eran comparados a las investigaciones estadísticas más avanzadas en Europa.
Todo esto se discutió en una reunión llevada a cabo por la Unión Astronómica Internacional (UAI) en Oxford en 1981. Las metodologías y las preguntas de investigación de los participantes se consideró tan diversa que los resultados de dicha conferencia se publicaron en dos volúmenes. Sin embargo, la conferencia fue considerada un éxito en reunir a todos los investigadores en las conferencias de Oxford las cuales han continuado cada cuatro o cinco años en distintas locaciones alrededor del mundo. Las reuniones subsecuentes han resultado en enfoques más multidisciplinarios con intereses por parte de los investigadores de combinar el contexto de la investigación arqueológica, la cual describe ampliamente el estado de la arqueoastronomía hoy en día, en lugar de solo establecer la existencia de astronomías antiguas, los arqueoastrónomos buscan explicar la razón por la cual las personas se interesan en el cielo por la noche.

## Relación con otras disciplinas
...[U]na de las características más entrañables de la arqueoastronomía es su capacidad de reunir a académicos de diferentes disciplinas y enfrentarlos unos contra otros.
Clive Ruggles.

La arqueoastronomía ha sido considerada como un campo de estudio interdisciplinario que se basa en el uso de evidencia escrita y no escrita para estudiar la astronomía de otras culturas. Por tal motivo, puede ser vista como la conexión entre otras aproximaciones de otras disciplinas para la investigación de la astronomía antigua: astroarqueología (un término obsoleto para el estudio de la información astronómica dibujada de los alineamientos de la arquitectura antigua), la historia de la astronomía (la cual se relaciona primordialmente con la evidencia escrita textualmente) y la etnoastronomía (la cual se basa en las evidencias etnoastronómicas y estudios contemporáneos etnográficos).
Como reflejo del desarrollo de la arqueoastronomía como un área del conocimiento interdisciplinaria, la investigación en esta área se lleva a cabo por investigadores capacitados en un gran margen de diferentes disciplinas. Algunos autores recientes de disertaciones doctorales han descrito su trabajo como un estudio relacionado con el área de la arqueología y de la antropología cultural; con algunos estudios en historia incluyendo la historia de periodos y regiones específicas, la historia de la ciencia y la historia de la religión; y con relación de la astronomía con el arte, literatura y religión. Solo algunas excepciones describen su trabajo como astronómico, y en esos casos únicamente como segunda categoría.
Tanto los arqueoastrónomos como los observadores de esta disciplina la abordan a través de diferentes perspectivas. George Gummerman y Miranda Warburton ven a la arqueoastronomía como parte de la arqueología, informados por la antropología cultural y argumentan que son un grupo con una concepción de ellos mismos con los cielos, en una palabra, su cosmología. Todd Bostwick argumenta que «la arqueoastronomía es antropología, el estudio del comportamiento humano en el pasado y el presente». Paul Bahn ha descrito a la arqueoastronomía como un área de la arqueología cognitiva. Otros investigadores relacionan la arqueoastronomía la historia de la ciencia, tanto con las observaciones culturales de la naturaleza y el marco conceptual de dichas observaciones que llevan a la imposición de un orden para todas las observaciones como con la relación a movimientos políticos que llevan a actores históricos importantes a llevar a cabo ciertas técnicas y conceptos astronómicos. El historiador del arte Richard Poss tomó una aproximación más flexible, manteniendo que el arte astronómica en roca del sudoeste de Norteamérica debe ser leído empleando «las tradiciones hermenéuticas de la historia del arte occidental y sus críticas» Los astrónomos, por otro lado, se formularon diferentes preguntas, buscando proveer a aus alumnos precursores identificables de su disciplina, y están especialmente abocados a preguntas importantes sobre cómo confirmar que sitios específicos efectivamente son intencionalmente astronómicos.
Las reacciones de arqueólogos profesionales a la arqueoastronomía han sido variadas. Algunos expresan incomprensión o incluso hostilidad, variando de un rechazo e incluso hostilidad, variando desde un rechazo por parte de la corriente principal de la arqueología acerca de lo que veían como una franja de la arqueoastronomía hasta una incomprensión entre el énfasis cultural de los arqueólogos y el énfasis cuantitativo de los primeros arqueoastrónomos. Sin embargo, los arqueólogos han llegado cada vez más a incorporar muchas de las ideas de la arqueoastronomía en los libros de texto de la arqueología y, como se mencionó con anterioridad, algunos estudiantes escriben disertaciones de arqueología en temas de arqueoastronomía.
Debido a que los arqueoastrónomos no concuerdan con la caracterización de la disciplina, se disputa su nombre. Las tres asociaciones académicas más importantes a nivel internacional relacionan la arqueoastronomía al estudio de la cultura, usando el término Astronomía en la Cultura o alguna traducción similar. Michael Hopkin considera que una parte importante de la disciplina es la recolección de datos, en lugar de realizar teorías, y propuso etiquetar este aspecto de la disciplina como Arqueotopografía. Ruggles y Saunders propusieron el término Astronomía Cultural como un término unificador para varios métodos del estudio de astronomías populares. Otros han argumentado que la astronomía es un término inapropiado, ya que lo que ha estudiado son las cosmologías y las poblaciones que han usado los logos han sugerido adoptar la cosmovisión española
Cuando los debates de las técnicas se polarizan, los métodos generalmente son referidos por un código de colores, basado en los colores de las encuadernaciones de los dos volúmenes de la primera Conferencia de Oxford, donde las primeras aproximaciones fueron distinguidas. El verde (Viejo Mundo) engloba en los arqueoastrónomos se basan en la estadística y que son señalados de omitir el contexto cultural y de las prácticas sociales. Café (Nuevo Mundo) engloba a los arqueoastrónomos que cuentan con evidencia etnográfica e histórica abundante y han descrito como «cabalístico» en materia de las medidas y los cálculos estadísticos. El encontrar la forma de unir diferentes aproximaciones en esta área se ha intentado a través de foros y discusiones desde la década de 1990.

## Metodología
Por un largo tiempo, he creído que tanta diversidad requería la invención de algunas teorías. Yo creo que fui muy ingenua en creer que eso fuera posible.
Stanislaw Iwaniszewski.

No hay una forma de hacer arqueoastronomía. Las divisiones entre los arqueoastrónomos tienden a no ser entre los científicos naturales y los científicos sociales. En cambio, tiende a la disponibilidad y localización de cierto tipo de datos disponibles para el investigador. En el Viejo Mundo, hay muy poca información más que los sitios arqueológicos; en el Nuevo Mundo, los sitios están suplementados por datos etnográficos e históricos. Los efectos de un desarrollo de la arqueoastronomía aislado en diferentes lugares pueden aún considerarse como una rama de investigación hoy en día. Los métodos de investigación pueden ser clasificados en dos diferentes aproximaciones, sin embargo, muchos proyectos recientes comúnmente usan técnicas de las dos categorías.

### Arqueoastronomía verde
La arqueoastronomía verde es nombrada después de la portada del libro La Arqueoastronomía en el Viejo Mundo. Se basa primordialmente en la estadística y es particularmente apta para los sitios prehistóricos donde la evidencia social es relativamente escasa comparada con el periodo histórico. Los métodos básicos fueron desarrollados por Alexander Thom durante sus estudios en sitios megalíticos británicos.
Thom deseaba examinar si las poblaciones prehistóricas usaban astronomía de alta precisión. Él creía que usando una astronomía horizontal, los observadores podían hacer estimaciones de fechas en un año en un día específico. Las observaciones requerían encontrar un lugar donde en una fecha específica el sol tuviera su ocaso en una muesca en el horizonte. Un aspecto común es una montaña que bloquea el sol, pero en el día específico permite que una pequeña fracción del sol re-emerja del otro lado haciendo un efecto de «doble ocaso». La animación a continuación muestra dos ocasos en un sitio hipotético, un día antes del solsticio de verano y uno en el solsticio de verano, el cual tiene un doble ocaso. La astronomía del horizonte es poco específico, debido a variaciones por la refracción.
Para probar esta idea investigó cientos de monolitos cuadrados y redondos. Cualquier alineación individual podía indicar una dirección por probabilidad, pero el planeaba mostrar que en conjunto el alineamiento no era azaroso, mostrando que hay un alineamiento astronómico o al menos un intento de orientación hacia algún alineamiento astronómico. Sus resultados indicaron la existencia de ocho, dieciséis o quizá treinta y dos divisiones equitativas cada año. Los dos solsticios, los dos equinoccios y los cuatro días transversales trimestrales, y los medios días entre un solsticio y un equinoccio estaban asociados con el calendario celta. Es importante mencionar que no todas estas conclusiones han sido aceptadas, pero han tenido una poderosa influencia en la arqueoastronomía especialmente en Europa.
Euan MacKie ha apoyado los análisis de Thom, a los cuales ha añadido un contexto arqueológico comparando el contexto de Inglaterra Neolítica con la civilización maya para argumentar que existió una sociedad estratificada en este periodo de tiempo. Para probar sus ideas llevó a cabo un par de excavaciones en observatorios prehistóricos propuestos en Escocia. Kintraw es un sitio destacado por sus monolitos de cuatro metros de alto. Thom propuso que esto era un mirador a un punto en el horizonte entre Beinn Shianaidh y Beinn o'Chaolias en Jura. Esto, según Thom, era una muesca en el horizonte donde ocurría un doble ocaso en medio del invierno. Sin embargo, desde el nivel de suelo, este ocaso sería escondido y el espectador debería ser elevado dos metros, por lo tanto otra plataforma de observación sería necesaria. Esto fue identificado a lo largo de un cañón donde se formó una plataforma por pequeñas piedras. La falta de artefactos causó ciertas inquietudes de ciertos arqueólogos además de que el análisis petrofábrico era poco concluyente, pero investigaciones posteriores en Maes Howe y en Bush Barrow Lozenge llevaron a MacKie a concluir que mientras que el término «ciencia» pueda ser anacrónico, Thom estaba en lo correcto acerca de los alineamientos con alta precisión.
En contraste, Clive Ruggles ha argumentado que hay problemas con la selección de datos en los análisis de Tom. Una crítica aún más profunda de la arqueoastronomía verde es que puede resolver las preguntas de si había inquietudes astronómicas en el pasado, tiene una deficiencia importante en el elemento social, lo que significa que lucha por responder el por qué las poblaciones podrían haber estado interesadas en la astronomía, lo que hace necesario hacer preguntas acerca de las sociedades del pasado. Keith Kintigh escribió: «Para decirlo francamente, en muchos casos no importa mucho el progreso de la antropología cuando se duda de la veracidad de una observación arqueoastronómica, porque la información no responde a las preguntas interpretativas actuales». Sin embargo, el estudio de los alineamientos aún continúa como una pieza clave en la investigación en la arqueoastronomía, especialmente en Europa.

### Arqueoastronomía café
En contraste con los métodos estadísticos de la orientación sobre el alineamiento de la arqueoastronomía verde, la arqueoastronomía café ha sido identificada como más cercana a la historia de la astronomía o la historia de la cultura, en la medida en la que se basa en archivos históricos y etnográficos para enriquecer su entendimiento de los primeros astrónomos y su relación con sus calendarios y sus rituales. Los recursos de vestimentas nativas y creencias por los cronistas españoles, significa que la arqueoastronomía café se asocia más con los estudios de la astronomía en el continente americano.
Uno de los sitios más famosos donde se han encontrado muchos archivos y recursos históricos es Chichén Itzá. En lugar de analizar el sitio y observar si se pueden enfocar objetivos populares, los arqueoastrónomos han examinado en su lugar la información etnográfica para ver que características del cielo eran importantes para los mayas y encontrar correlaciones arqueológicas. Un ejemplo que ha podido ser analizado sin información histórica es el interés maya en el planeta Venus. Este interés es establecido en el Códice de Dresde, el cual contiene tablas con información acerca de las apariciones de Venus en el cielo. Estos ciclos pudieron haber tenido significados importantes en la astrología y en los rituales, ya que Venus estaba asociado con Quetzalcóatl o Xólotl. Algunas asociaciones en la arquitectura con características de Venus se pueden observar en Chichén Itzá.

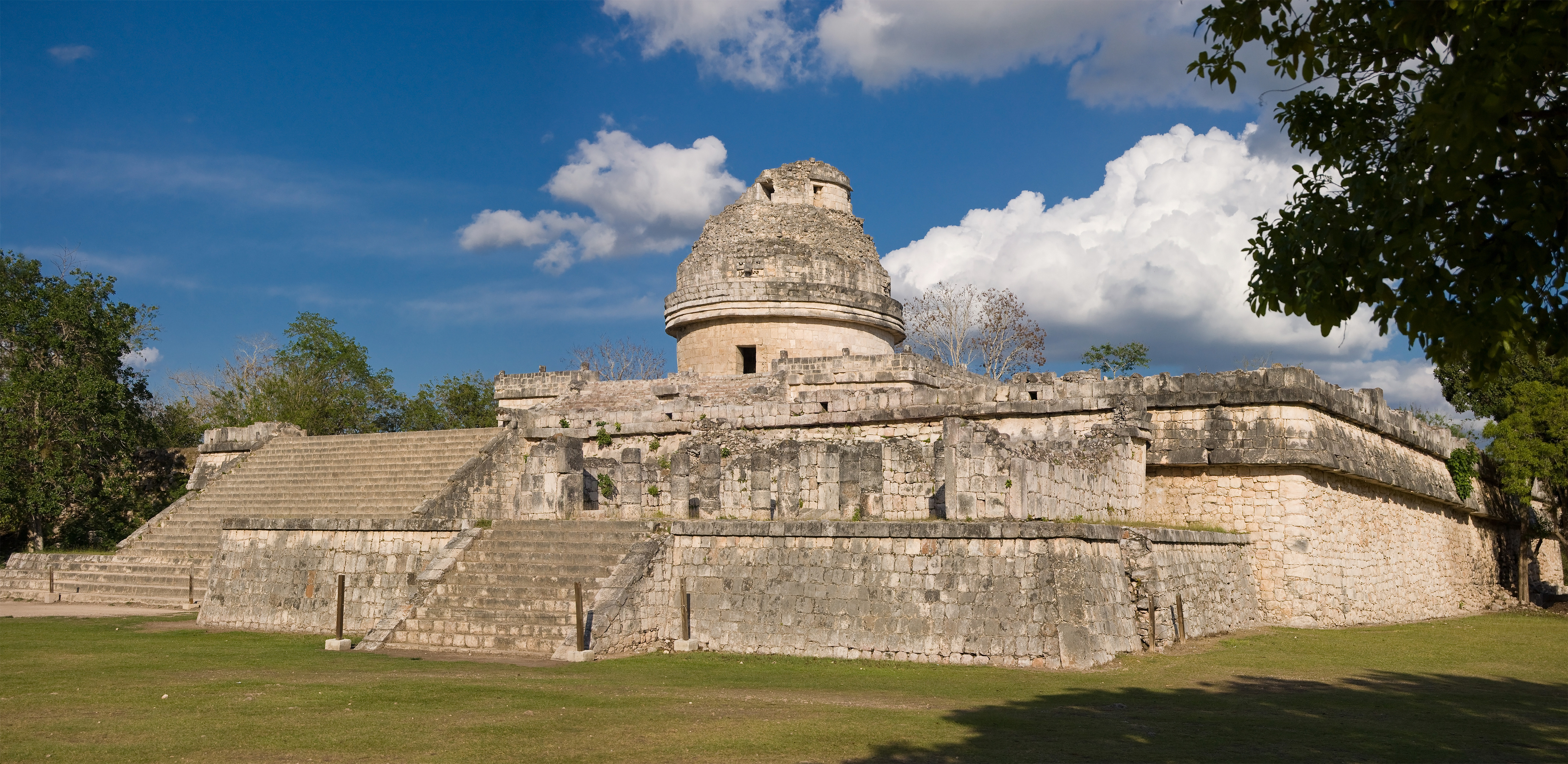
«El Caracol» un posible templo observatorio en Chichén Itzá.

El templo de los guerreros presenta iconografía que representa serpientes emplumadas asociadas con Quetzalcóatl o Kukulcán. Esto significa que el alineamiento de la construcción hacia el lugar en el horizonte donde Venus aparece por primera vez en el cielo (cuando coincide con la estación de lluvias) pueda ser significativa. Aveni establece que hay otra construcción con la forma de Kukulcán asociada con el planeta Venus, y en la temporada de lluvias en Chichén Itzá conocida como el Caracol. Esta es una construcción con una torre circular y con puertas con orientación cardinal. Las caras de las bases están alineadas con orientación a Venus. Adicionalmente, los pilares del estilobato en la plataforma superior estaba pintada de negro y rojo. Estos colores son asociados con Venus como una estrella de inicio del día y de la noche. Sin embargo, las ventanas en la torre parecen tener ranuras haciéndolas poco eficientes para dejar pasar la luz, pero proporcionando una vista apropiada de adentro hacia fuera.
Aveni establece que una de las fortalezas de la metodología café es que puede explorar astronomías invisibles al análisis estadístico y ofrece la astronomía de los incas como otro ejemplo. El imperio de los incas estaba conceptualmente dividido usando un sistema de rutas radiales o ceques desde la capital en Cuzco. Por lo tanto, hay un alineamiento en todas las direcciones lo que sugiere que hay un significado astronómico, sin embargo, los recursos etnográficos muestran que varias direcciones de esas rutas tienen significados cosmológicos y astronómicos con varios puntos sobre el horizonte en épocas específicas del año. En el este de Asia la arqueoastronomía se ha desarrollado a partir de la historia de la astronomía y mucha de la arqueoastronomía está en busca de materiales que puedan correlacionar con hechos históricos. Esto se debe a los vastos archivos históricos de los fenómenos astronómicos, que en China se remonta a la dinastía Han, en el siglo II a. C.
Una crítica a este método es que puede ser estadísticamente débil. Particularmente Schanfer ha cuestionado qué tan robusto son los alineamientos en el Caracol. Debido a la gran variedad de evidencia, que puede incluir artefactos así como sitios arqueológicos, no hay una sola forma de practicar la arqueoastronomía. A pesar de esto, se acepta que la arqueoastronomía no es una disciplina que se encuentre en aislamiento. Ya que la arqueoastronomía es un área interdisciplinaria, y lo que sea que esté investigando debe concordar con hechos astronómicos y arqueológicos. Los estudios son considerados como más verídicos si usan herramientas teóricas de la arqueología como las analogías y homologías y si estos pueden demostrar razonamientos de precisión y exactitud como los encontrados en la astronomía.

## Materiales de referencia
Debido a que la arqueoastronomía estudia las formas en las que las poblaciones interaccionaron con el cielo, hay una gran diversidad de materiales, los que dan información a cerca de prácticas astronómicas.

### Alineamientos
Una fuente de información común para la arqueoastronomía es el estudio de los alineamientos. Esto está basado en asumir que el eje del alineamiento en cualquier sitio arqueológico es significativo y está orientado hacia un objetivo astronómico. Los arqueoastrónomos de la rama café pueden justificar esta asunción a través de la lectura de recursos etnográficos e históricos, mientras que los arqueoastrónomos verdes tienden a probar que los alineamientos son poco probables de ser seleccionados al azar, usualmente demostrando patrones comunes de alineamiento en sitios múltiples.
Un alineamiento es calculando midiendo el acimut, que es el ángulo desde el norte, de la estructura y la altitud del horizonte hacia el cual está dirigido. El acimut se mide usualmente usando un teodolito o un compás. un compás es mucho más fácil de usar, y se debe considerar la desviación del campo magnético de la tierra del extremo norte, conocido como declinación magnética. Los compases son poco útiles en áreas susceptibles a interferencia magnética, tal como sitios construidos sobre andamios. Adicionalmente, un compás solo puede medir el azimut con una precisión de medio grado.
Un teodolito puede considerarse más exacto si se usa de forma adecuada, pero también es más difícil usarlo de la forma correcta. No hay una forma apropiada de alinear un teodolito con el norte, por lo que la escala debe ser calibrada usando observaciones astronómicas, usualmente con la posición del Sol. Ya que la posición de los cuerpos celestiales cambia respecto al tiempo debido a la rotación de la tierra, el tiempo de estas calibraciones debe estar correctamente conocida, de otra forma se tendrán errores sistemáticos en las mediciones. Las altitudes de los horizontes pueden ser medidas con un teodolito o un clinómetro. 

### Artefactos

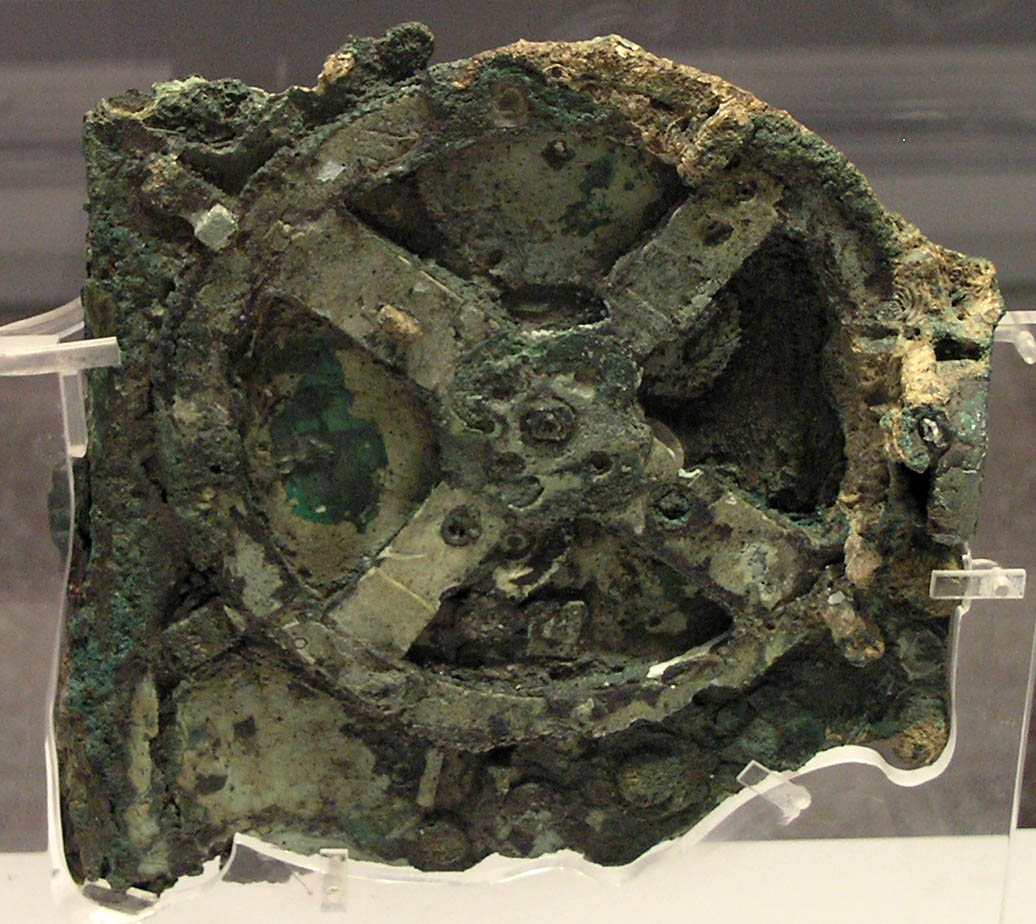
El mecanismo de Anticitera (fragmento principal).

Cuatro artefactos como el disco celeste de Nebra, son considerados como las representaciones los artefactos de la Era del Bronce para estudiar el cosmos, el análisis es similar a un análisis post excavación como es usado en otras subdisciplinas de la arqueología. El artefacto es analizado con el objetivo de realizar analogías con recursos etnográficos e históricos de otras poblaciones- A medida que se puedan encontrar más paralelos, se puede obtener mayores explicaciones y una mayor aceptación de otros arqueólogos.
Un ejemplo más mundano es la presencia de símbolos astrológicos encontrados en algunos zapatos y sandalias del Imperio romano. El uso de zapatos y sandalias es muy conocido, pero Carol van Driel-Murray ha propuesto que el uso de símbolos astrológicos en las sandalias le dan al calzado un significado espiritual o medicinal. Esto está avalado a través de las referencias a otros usos de los símbolos astrológicos y sus conexiones con la práctica de la medicina y con los archivos históricos en el tiempo.[cita requerida]
Otro artefacto conocido con un propósito astronómico es el mecanismo de Anticitera. En este caso, el análisis de este artefacto y la referencia a la descripción de Cicerón, pueden indicar un uso plausible para este aparato. El argumento se solidifica con la presencia de símbolos en el mecanismo, permitiendo la lectura del disco.

### Arte e inscripciones

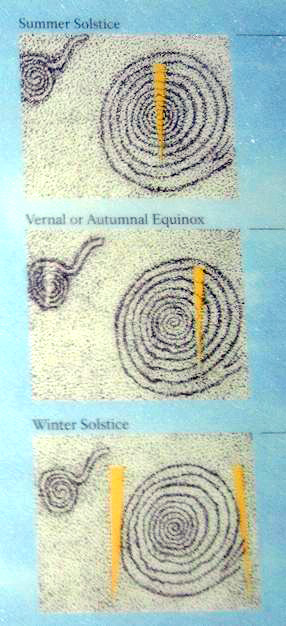
Diagrama que muestra la ubicación de las dagas de Sol en el petroglifo de Fajada Butte en varios días.

El arte y las inscripciones puede no estar confinado solo a los artefactos, también puede aparecer pintado o inscrito en sitios arqueológicos. En algunas ocasiones estas inscripciones pueden ser útiles para describir el uso de un sitio arqueológico específico. Por ejemplo, algunas inscripciones griegas en estelas (de Itanos) han sido traducidas como «El mecenas ha realizado esto por Zeus Egipcio. Solsticio de invierno. Para todo aquel que desee saber de ‘el pequeño puerco’ y la estela que el sol enciende». De Mesoamérica provienen los códices maya y azteca. Estos son libros plegados hechos de papel amate, procesados de la corteza de los árboles en donde se encuentra glíficos en el código maya y azteca. El Códice de Dresde contiene información referente el ciclo de Venus, confirmando su importancia para los mayas.
Más problemáticos son los casos en los que el movimiento del Sol en diferentes tiempos y estaciones causa que la luz y la sombra interaccionen con los petroglifos. Un ejemplo muy conocido es la daga del Sol de Fajada Butte en el cual un destello de luz solar pasa por un petroglifo en forma de espiral. La localización de la daga con luz solar en el petroglifo cambia a lo largo del año. En el solsticio de verano la daga puede ser vista a través del corazón del espiral; en el solsticio de invierno aparecen dos dagas en ambos lados. Se propone que estos petroglifos fueron marcados para estos eventos. Estudios recientes han identificado sitios muy similares en el sudeste de Estados Unidos y en el noreste de México. Se ha argumentado que el marcador de los solsticios en estos sitios provee de evidencia estadística de que fueron realizados para indicar los solsticios. La daga del Sol en el sitio de Fajada Butte en el cañón del Chaco, Nuevo México, sobresale por sus procesos con la luz solar explícitos, marcando todos los hechos históricos clave de los ciclos solares y lunares: el solsticio de verano, el solsticio de invierno, equinoccio, y las paradas lunares mayores y menores del ciclo de la Luna de 18.6 por año. Adicionalmente, en otros dos sitios Fajada Butte, hay cinco marcas con luz solar en petroglifos que llevan el registro de los solsticios de verano e invierno, el equinoccio y el mediodía solar. Numerosos alineamientos de las construcciones e intra construcciones de las casas más grandes del cañón del Chaco y áreas destacadas están orientadas a las mismas direcciones solares y lunares que están marcadas en el sitio de la daga del Sol.
Si no se encuentran datos etnográficos ni históricos que puedan sustentar las aseveraciones, entonces la aceptación de la idea se basa en si hay suficientes sitios petroglifos en América del Norte para que se pueda dar una correlación. Es útil cuando los petroglifos son asociados a poblaciones existentes. Esto permite a los etnoastrónomos a preguntar a informantes acerca del significado de dichos símbolos.

### Etnografías
Además de los materiales dejados por las poblaciones, existen reportes de otros que las han encontrado. Los archivos históricos de los conquistadores españoles son una fuente de información muy valiosa sobre América precolombina. Los etnógrafos proveen de información sobre otras poblaciones.
Aveni usa la importancia de los pasajes del cenit como un ejemplo de la importancia de la etnografía. Cuatro poblaciones que viven entre los trópicos de Capricornio y Cáncer , en donde hay dos días del año en el que el Sol del mediodía pasa directamente arriba y no genera ninguna sombra. En algunas partes de Mesoamérica, este se consideraba un día significativo debido a que pronosticaba la llegada de las lluvias, por lo que tenía un papel importante en la agricultura. Este conocimiento es aún considerado importante entre los Indios Mayas que habitan en Centroamérica hoy en día. Los archivos etnográficos sugieren a los arqueoastrónomos que este día pudo haber sido importante para los antiguos Mayas. Hay algunos ejes conocidos como «tubos cenit» que iluminan cuartos subterráneos cuando el sol pasa encima de algunos lugares como Monte Albán y Xochicalco. Solo a tavés de la etnografía se puede especular que el tiempo de la iluminación era considerado importantes en la sociedad Maya. Los alineamientos con el amanecer y el ocaso en el día del cenit han aparecido en diferentes locaciones. Sin embargo, debido a que hay pocas orientaciones que se pueden relacionar con este fenómeno, se pueden encontrar diferentes explicaciones.
Las etnografías también son cautelosas de la sobre interpretación de los sitios. En un sitio en el cañón del Chaco se puede encontrar un pictograma con una estrella, una media luna y una mano. Se ha argumentado por algunos astrónomos que esto es un archivo de la supernova 1054. Sin embargo, re-examinaciones recientes de petroglifos de la supernova relacionados causan preguntas acerca de dichos sitios en general y evidencia antropológica que sugiere otras interpretaciones. La población Zuni, de la cual se considera que tiene una afiliación ancestral con Chaco, marcaron su estación para la observación solar con una media luna, una mano y un disco solar similares a los encontrados en el sitio Chaco.
La etnoastronomía también es importante fuera del continente americano. Por ejemplo en el trabajo antropológico de los aborígenes australianos está generando mucha información acerca de su astronomía indígena y acerca de sus interacciones con el mundo moderno.

## Recreando el cielo antiguo
...[A]pesar de las diferentes maneras de hacer ciencia y diferentes resultados científicos que surgen en diferente culturas, esto ofrece poco apoyo para aquellos que utilizan las diferencias para cuestionar las habilidades de la ciencia para probar hechos reales a cerca del mundo en el que vivimos.
Stephen McCluskey.

Una vez que el investigador tiene datos, es necesario tener el objetivo de recrear las condiciones del cielo en la antigüedad para colocar sus datos en el ambiente histórico.

### Declinamiento
Para calcular algunas de las características astronómicas en una estructura dada, se necesita un sistema de coordenadas. Las estrellas proveen dicho sistema. Si se fuera afuera en un cielo despejado por la noche se verían las estrellas en una alineación alrededor del polo celestial. Este punto está +90° si se está observando el polo celestial o −90° si se está observando el Polo Celestial del Sudeste. En los círculos concéntricos, las estrellas trazan líneas en la latitud celestial, conocidos como declinación. El arco que conecta estos puntos en el horizonte de este a oeste(si el horizonte es plano) y todos los puntos a la mitad entre el Polo Celestial, es el Polo Ecuatorial, el cual tiene una declinación de 0°. Las declinaciones visibles, varían dependiendo la posicipon en el mundo. únicamente un observador en el Polo Norte será capaz de ver cualquier estrella del Hemisferio Sur Celestial por las noches (ver el diagrama a continuación). Una vez que se ha encontrado una declinación para cualquier punto en el horizonte que se alinea con una construcción, es posible decir si cualquier cuerpo celestial puede ser observado en esa dirección.

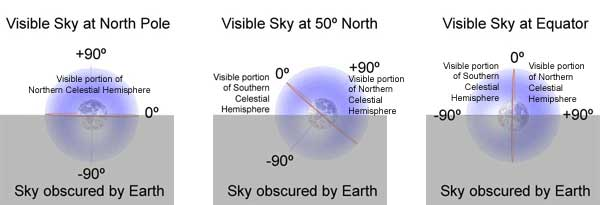
Diagrama de las porciones visibles del cielo en latitudes variadas.

### Posición solar
Mientras que las estrellas están alineadas con sus declinaciones, el sol no lo está. El punto del amanecer varía a través del año. Este recae entre dos límites marcados por los solsticios como un péndulo, disminuyendo su velocidad cuando se aproxima a los extremos, y pasando rápido por el punto intermedio. Si un arqueoastrónomo puede calcular con el azimut y la altura del horizonte de tal forma que un edificio construido para tener un ángulo de vista de declinación de +23.5°, entonces el o ella no necesita esperar hasta el 21 de junio para confirmar que efectivamente el sitio se alinea con el solsticio de verano.

### Posición lunar
La apariencia de la Luna es considerablemente más complicada. Su movimiento, como el sol, se encuentra entre dos límites -conocidos como lunisticios en lugar de solsticios. Sin embargo, su viaje a través de los lunisticios es relativamente más rápido. Toma un mes sideral para completar su ciclo en lugar del año completo del Sol. Esto se complica aún más ya que los lunisticios que marcan el movimiento de la luna se mueven en un ciclo de 18.6 años. Por poco más de nueve años los límites extremos de la luna están fuera del rango del amanecer. Para el resto del ciclo la luna nunca excede los límites del amanecer. Sin embargo, muchas de las observaciones lunares estaban enfocadas con la fase de la luna. El ciclo desde la nueva luna hasta el siguiente nuevo ciclo es conocido como el mes sinódico. Por lo tanto, cuando se examinan los sitios para encontrar significados lunares, los datos pueden parecer esparcidos debido a una extrema variabilidad en la naturaleza de la luna.

### Posicionamiento estelar

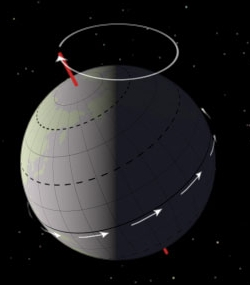
Movimiento de precesión.

Finalmente, se debe tomar en cuenta el movimiento aparente de las estrellas. En la línea de tiempo de la civilización humana las estrellas han mantenido la misma posición relativa entre una y otra. Cada noche parece que rotan alrededor de los polos celestiales debido a la rotación de la tierra sobre su propio eje. Sin embargo, la tierra gira como una peonza. Es decir, no solo gira si no se tambalea también. El eje de la tierra tarda alrededor de 25,800 años en tener una oscilación completa. El efecto para un arqueoastrónomo es que las estrellas no se elevan sobre el horizonte en el pasado, en los mismos lugares de hoy en día. Ni tampoco las estrellas rotan alrededor de Polaris como lo hacen ahora. En el caso de las pirámides Egipcias, se ha demostrado que estaban alineadas con Thuban, una estrella débil en la constelación de Draco. El efecto puede ser sustancial sobre períodos cortos de tiempo, hablando históricamente. Por ejemplo, una persona nacida el 25 de diciembre en tiempos Romanos habría nacido con el sol en la constelación de Capricornio.En el periodo moderno una persona nacida el mismo día tendría el sol de Sagitario debido a la precisión de los equinoccios.

### Fenómenos transitorios

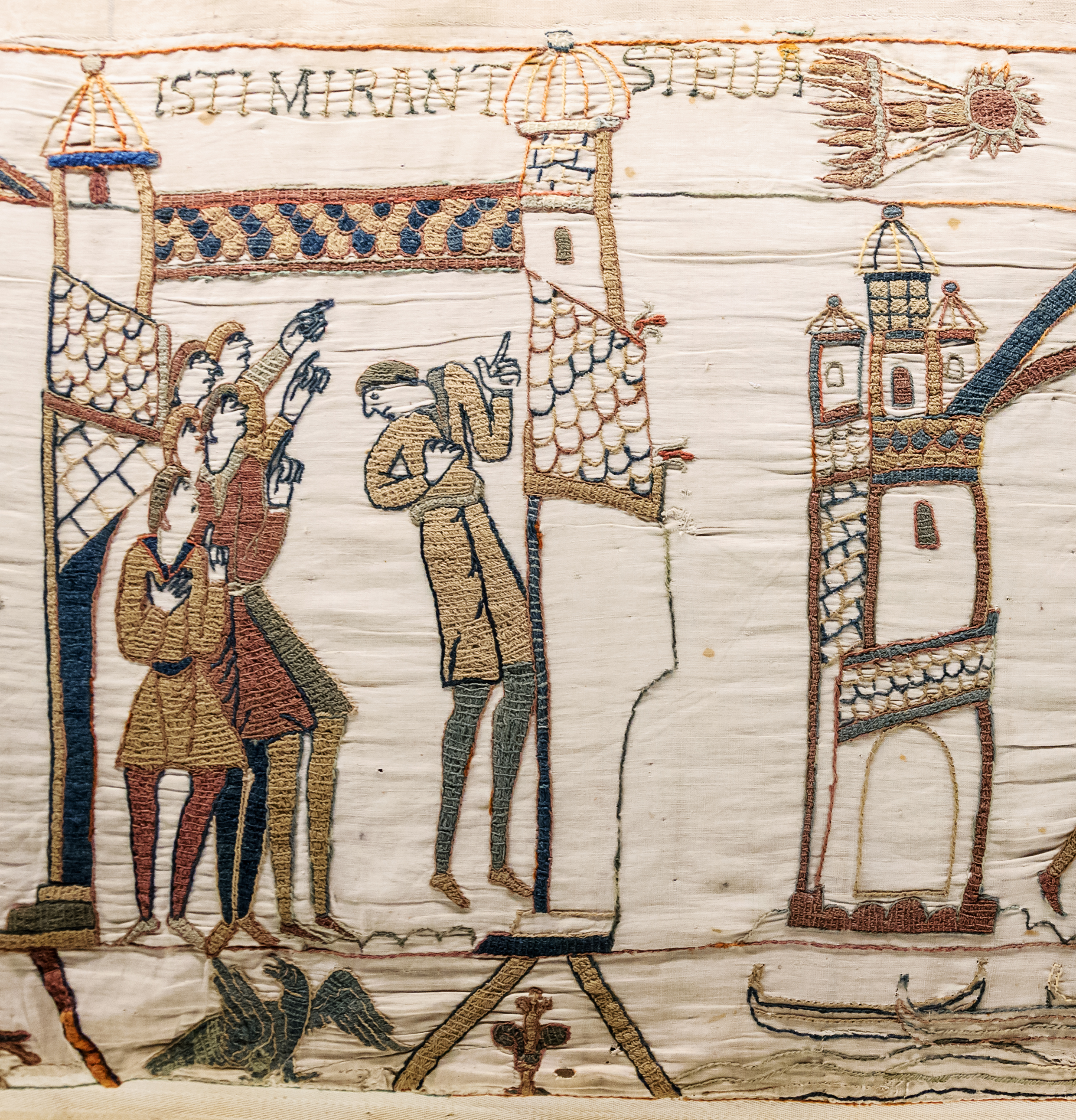
El cometa Halley representado en el tapiz de Bayeux.

Adicionalmente, hay fenómenos transitorios, los cuales son eventos que no suceden en un ciclo anual. Los eventos más predecibles son los eclipses. En el caso de los eclipses solares, pueden ser eventos específicos en el pasado. Un eclipse solar es mencionado por Heródoto permite saber la fecha de la batalla entre los medos y los lidios, la cual sucedió después de un eclipse el 28 de mayo, en el 585 a. C. Otros eventos pueden ser fácilmente calculados como las supernovas, las cuales siguen siendo visibles para los astrónomos, por lo que su posición y magnitud puede ser calculada de manera precisa.
Algunos cometas son predecibles, el más famoso el Cometa Haley. Aún siguen siendo una clase de objetos que son poco predecibles y pueden aparecer en cualquier tiempo. Algunos tienen longitudes de periodos orbitales muy largos lo que significa que siguen siendo impredecibles. Otros podrían haber pasado una sola vez por el sistema solar por lo que son completamente impredecibles.
Las lluvias de meteoritos deben ser predecibles, pero algunos meteoros son residuos de otros cometas por lo que requieren los cálculos de sus orbitales los cuales son actualmente imposible de completar. Otros eventos notados en la antigüedad incluyen las auroras, perros del sol y los arcos iris, los cuales son completamente imposibles de predecir, pero se pueden considerar como fenómenos importantes.

## Temas centrales en la investigación de arqueoastronomía
¿Qué ha traído la astronomía a las vidas de los grupos culturales a través del tiempo? Las respuestas son muchas y variadas...
Von Del Chamberlain y M. Jane Young.

### El uso de los calendarios
Una justificación común para ocupar la astronomía es la necesidad de desarrollar calendarios precisos para ser usados en la agricultura. Textos antiguos como los Trabajos y los Días, de Hesíodo, un manual antiguo de cultivos, contradice estas aseveraciones. En su lugar las observaciones astronómicas era usadas en combinación con signos ecológicos, como la migración de las aves para determinar las estaciones. Los trabajos etnoastronómicos de Mursi en Etiopía muestran que la astronomía azarosa continuó hasta tiempos recientes en algunas partes del mundo. De la misma forma, los calendarios parecen ser un fenómeno universal en todas las sociedades ya que proveen herramientas para la regulación de las actividades comunes.
Un ejemplo es el calendario Tzolk'in de 260 días. Junto con el año de 365 días, este ciclo estaba en uso en Mesoamérica, formando parte de un complejo sistema calendárico que combinaba una serie de observaciones astronómicas y ciclos rituales. Los estudios arqueoastronómicos en varias partes de Mesoamérica han mostrado que las orientaciones de los edificios se refieren mayormente al Sol y que se usaban en combinación con el ciclo de 260 días, para regular las actividades agrícolas y los rituales correspondientes. La distribución de las fechas y los intervalos marcados por las orientaciones de diversos complejos ceremoniales en el área a lo largo de la Costa del Golfo de México, datados a la época de 1100 a 700 d. C., representan la evidencia más temprana del uso de este ciclo.
Otro tipo de calendarios peculiares es el calendario Griego antiguo. Este era normalmente lunar, que empezaba con la luna nueva. En la realidad, el calendario podía pausarse o tener saltos, confundiendo a los ciudadanos los cuales escribían las fechas en el calendario cívico y en el calendario ton theoi, es decir el lunar. La falta de un calendario universal para la Antigua Grecia, sugiere que todas las organizaciones de los eventos panhelénicos como juegos, rituales, pudieron ser difíciles y el simbolismo astronómico pudo haber sido usado como una forma neutral políticamente hablando de llevar la cuenta del tiempo. La orientación de templos en Grecia y las iglesias Bizantinas han sido asociadas al día de una deidad, así como algunas festividades y eventos especiales.

### Mitología y cosmología

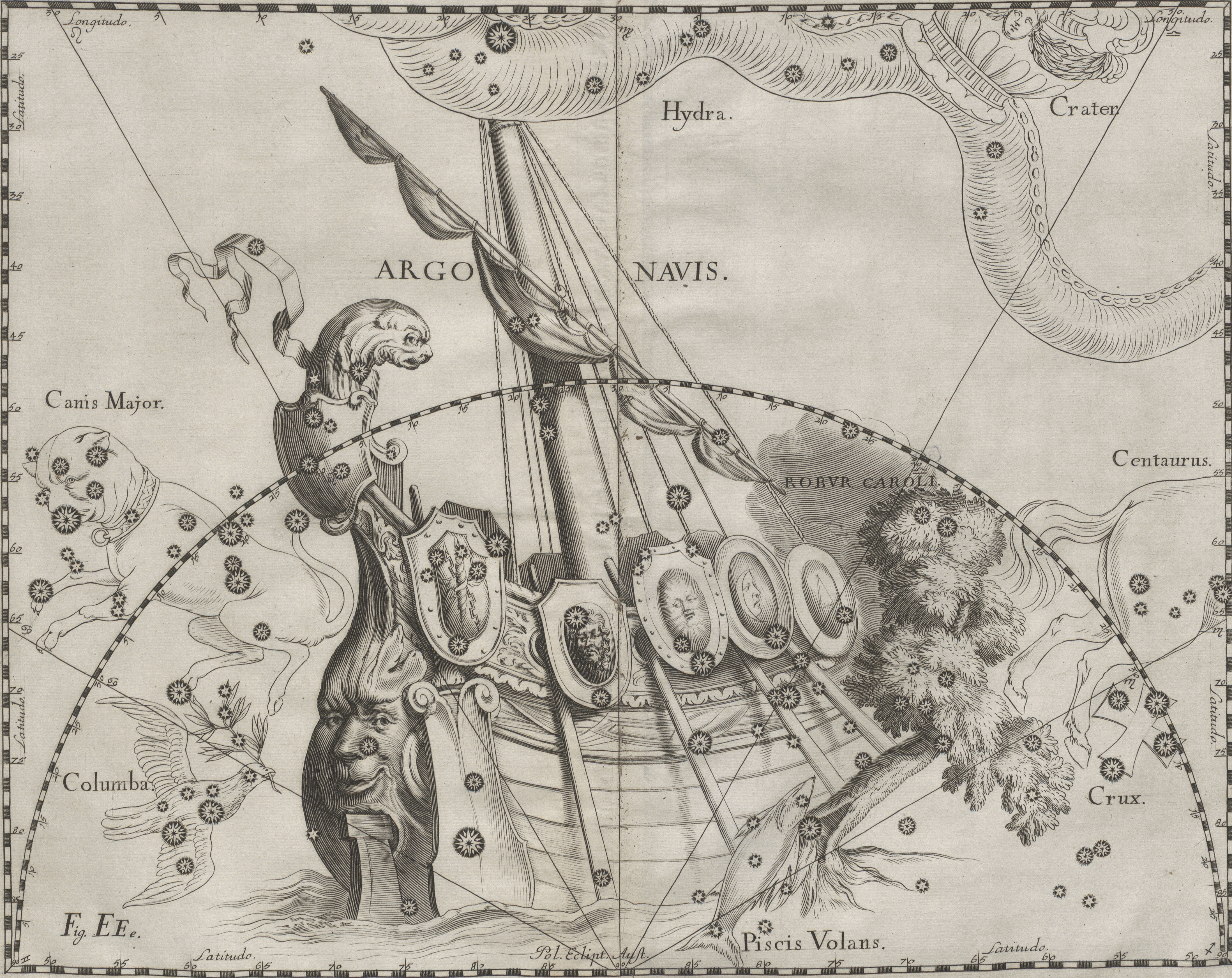
La constelación Argo Navis dibujada por Johannes Hevelius en 1690.

Otro motivo para estudiar el cielo es para entender y explicar el universo. En algunas culturas, los mitos eran herramientas para explicar los fenómenos celestes, a pesar de que no representan los estándares de la ciencia moderna y las cosmologías.
Los incas alinearon su imperio para demostrar su cosmología. La capital, Cusco, estaba al centro del imperio y estaba conectado a través de ceques, las que son conceptualmente líneas rectas que radiaban del centro. Estos ceques conectaban el centro del imperio a los cuatro suyus, que eran regiones definidas por su dirección hacia Cusco. La noción de un cosmos dividido en cuartos es común a lo largo de los Andes. Gary Urton, quien llevó a cabo estudios de campo en las villas de Adrean y Misminay, ha conectado estos cuartos con la apariencia de la Vía Láctea por la noche. En un periodo se puede diseccionar el cielo, y en otras temporadas disectarlo en una forma perpendicular.
La importancia de observar factores cosmológicos también puede verse del otro lado del mundo. La Ciudad Prohibida en Beijing, fue diseñada para alinearse a un orden cosmológico en lugar de ser alineado para observar cuatro direcciones. El sistema Chino estaba compuesto en cinco direcciones: Norte, Sur, Este, Oeste y Centro. La Ciudad Prohibida ocupaba el centro del antiguo Beijing. De la ciudad prohibida hacia el sur se localizaba el Emperador, por lo tanto se localizaba en las estrellas circunpolares. Esto recrea la situación de los cielos que rodea al emperador. La cosmología china es entendida de una mejor forma hoy en día a través del estudio del feng shui.
Hay mucha información a cerca de las cómo se creía que estaba organizado el universo, todo esto compendio en la mitología de las constelaciones. La Barasana del Amazonas planea parte de su ciclo anual basado en las observaciones de las estrellas. Cuando sus constelaciones del gusano.jaguar (la cual se parece mucho a la constelación de Scorpio) cae, se preparan para obtener las pupas de la orugas del bosque a medida que caen de los árboles. Las orugas proveen alimento cuando otros alimentos escasean.
Una fuente muy conocida de los mitos de las constelaciones están en textos griegos y romanos. El origen de sus constelaciones siguen siendo orígenes de debates vigorosos.
La pérdida de una de las hermanas, Merope, en algunos mitos Griegos pueden reflejar un evento astronómico donde una de las estrellas en Pléyades desapareció de la vista del ojo humano.
Giorgio de Santillana, profesor de Historia de la Ciencia en la Escuela de Humanidades en el Instituto Tecnológico de Massachusetts, junto con Hertha von Dechend creyeron que las historias mitológicas antiguas no eran historias ficticias aleatorias, en cambio eran descripciones precisas de la cosmología celestial en forma de cuentos para hacer más fácil la transmisión oral. El caos, los monstruos y la violencia en los mitos antiguos son representaciones de las fuerzas que moldearon cada época. Ellos creían que los mitos eran el remanente de la astronomía preliteraria que se perdió con el origen de las civilizaciones greco-romanas. Santillana y von Dechend establecieron en su libro Hamlet's Mill, An Essay on Myth and the Frame of Time (1969), que los mitos antiguos no tienen bases históricas o reales, solo de tipo cosmológico, que contenían fenómenos astronómicos, especialmente los equinoccios. Los análisis de Santillana y von Dechend's no son completamente aceptados.

### Demostraciones de poder

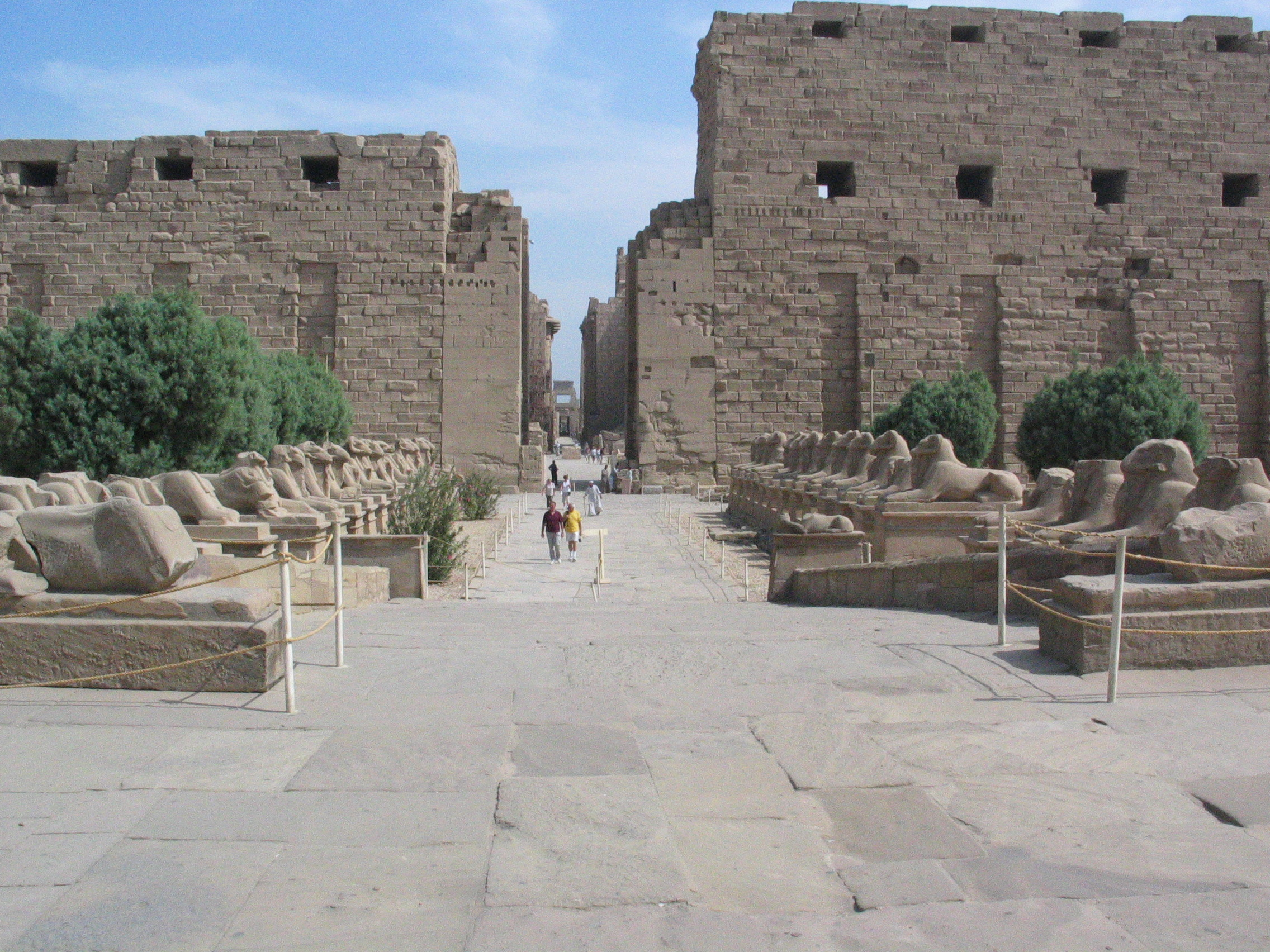
El Recinto de Amun-Re estaba alineado con el solsticio de la mitad del invierno.

A través de la inclusión de símbolos celestiales en las prendas de vestir, era posible para el usuario hacer pretensiones de poder, donde la tierra era dibujada hacia arriba. Se ha dicho que el escudo de Aquiles descrito por Homero tenía un catálogo de constelaciones. En algunos escudos de Norteamérica se representaba algunos símbolos que incluían Venus en algunos petroglifos en Comanche.
Los alineamientos hacia los solsticios también pueden ser una representación de poder, Cuando se ve desde una plaza ceremonial en la Isla del Sol (el origen mítico del origen del sol) en el Lago Titicaca, el sol era visto salir en el solsticio de junio entre dos torres cerca del reborde. La parte sagrada de la isla estaba separada del resto por una pared de piedra y algunos archivos etnográficos indican que le acceso a la zona sagrada estaba restringido para la élite política Inca. Los peregrinos ordinarios se subían a la plataforma fuera del área ceremonial para ver el solsticio del amanecer entre las dos torres.
En Egipto, el templo de Amun-Re en Karnak ha sido objeto de mucho estudio. La evaluación del sitio, tomando en consideración el cambio respecto al tiempo de la oblicuidad de la elíptica muestra que el Gran Templo estaba alineado al amanecer a la mitad del invierno. El largo del corredor que es iluminado por este sol tiene otro tiempos de iluminación en diferentes tiempos en el año.
En periodos posteriores, el Serapeum en Alejandría se decía que también tenía un alineamiento solar , por lo que en un amanecer específico, un rayo de luz pasaría a través de los labios de la estatua de Serapio, por lo que simbolizaba al sol saludando a Dios.

## Principales sitios de interés arqueoastronómico
Clive Ruggles y Michel Cotte han editado un libro con los patrimonios de sitios de astronomía y arqueoastronomía que proveee un listado de los sitios principales alrededor del mundo.

En Stonehenge en Inglaterra y en Carnac en Francia, en Egipto y Yucatán, alrededor de toda la faz de la tierra, se encuentran ruinas misteriosas de monumentos antiguos con significado astronómico...  Estos marcan la misma clase de compromiso que nos transporta a la luna y a nuestras naves a la superficie de marte.
Edwin Krupp.

### Newgrange

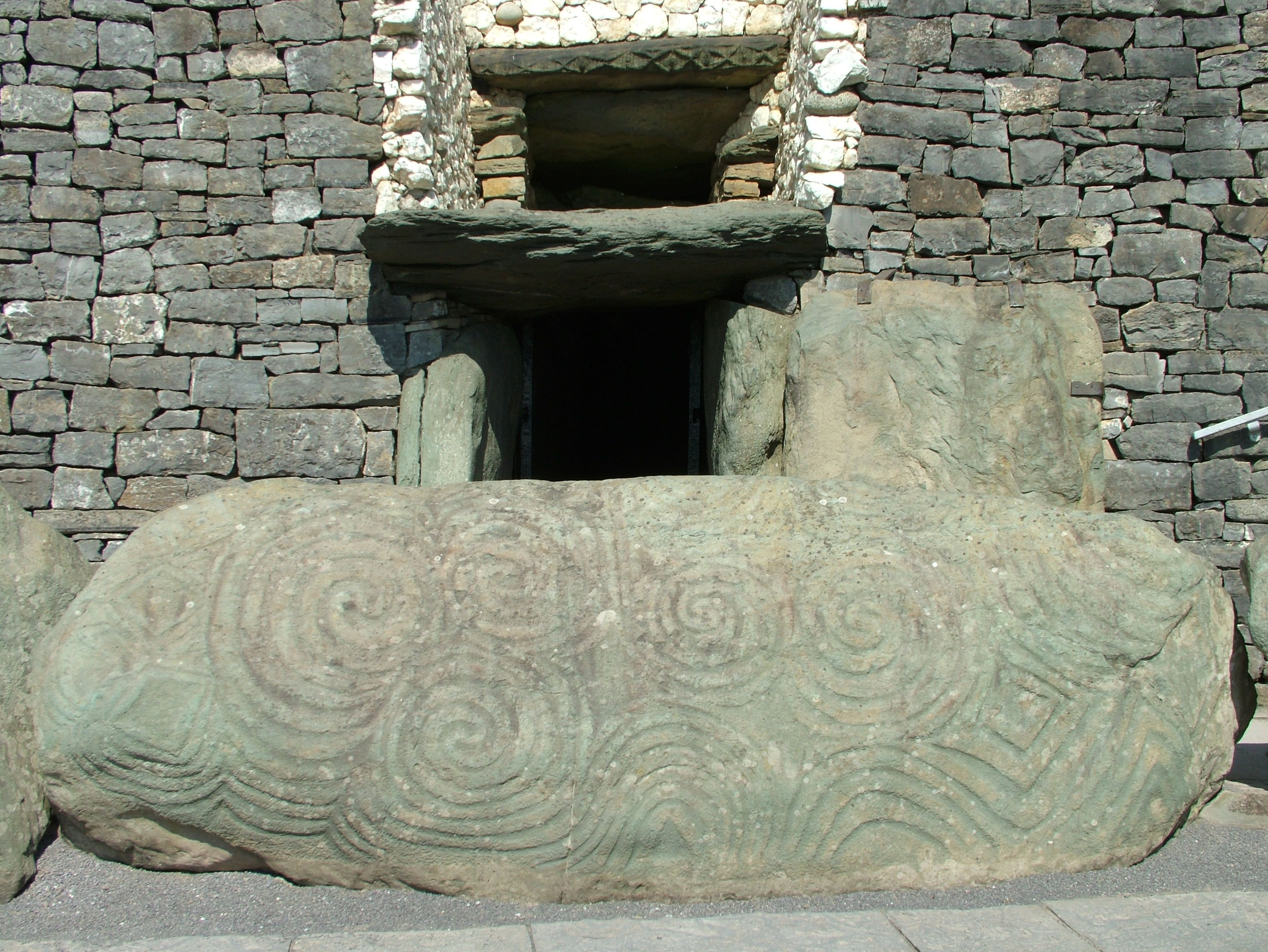
La luz solar entra a la tumba en Newgrange a través del hueco construido por encima de la entrada.

Newgrange es una tumba corredor en la República de Irlanda que data de alrededor del 3300 al 2900 a. C. Por algunos días alrededor del solsticio de invierno la luz brilla a lo largo del pasaje hasta el corazón de la tumba. Lo que hace sobresaliente no es el hecho de que la luz brille a lo largo del pasaje, si no que no lo hace a través de la entrada principal. En su lugar entra por un recuadro hueco sobre la entrada principal, fenómeno descubierto por Michael O'Kelly. Este hueco indica que la tumba fue construida pensando en aspectos astronómicos.

### Egipto

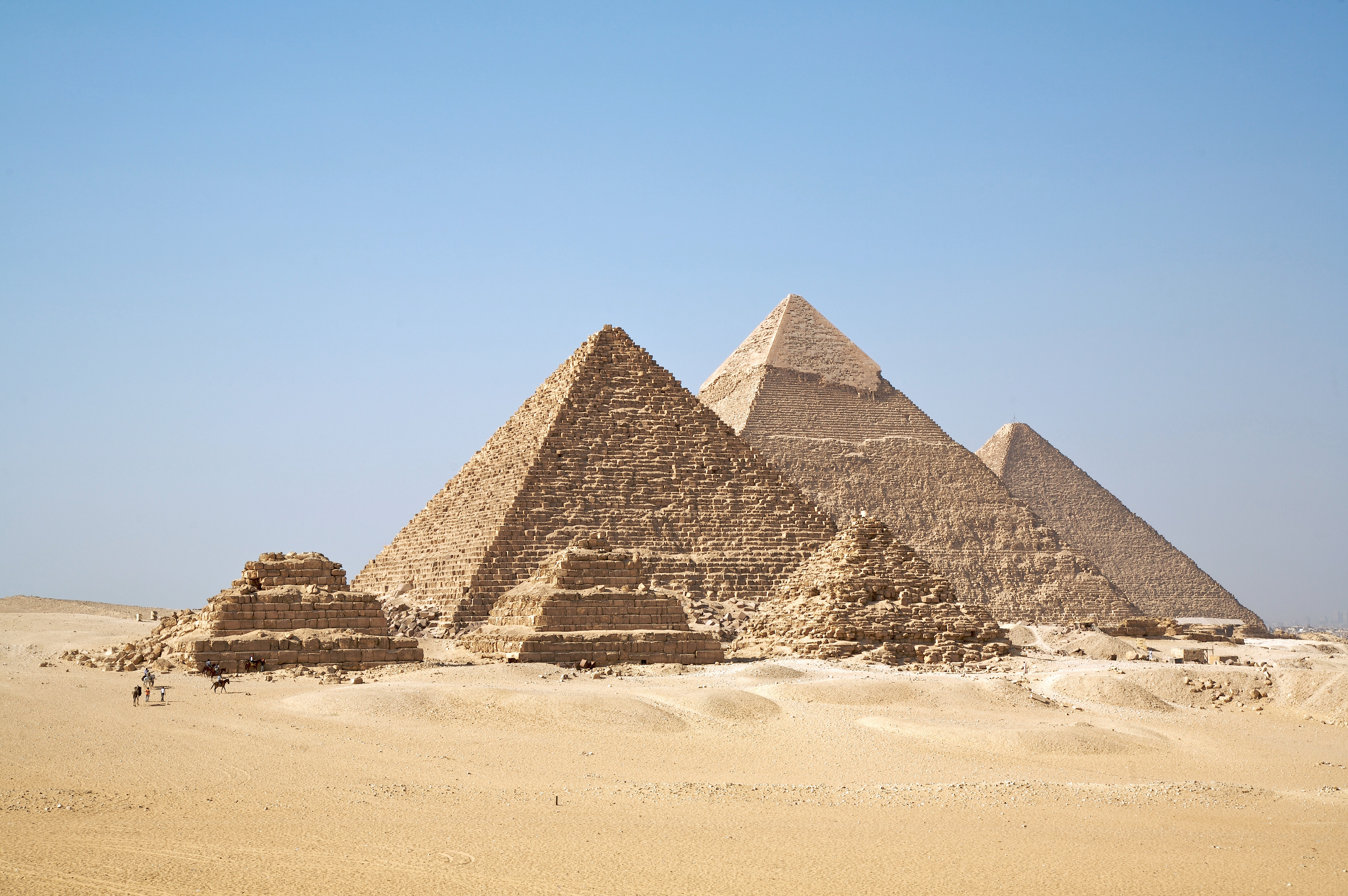
Las pirámides de Guiza.

Desde las mediciones exactas modernas de las orientaciones cardinales precisas de las pirámides por Flinders Petrie, se han propuesto varios métodos para el establecimiento de estas orientaciones. Se ha propuesto recientemente mediante la observación de las posiciones de las estrellas del Arado/Osa Mayor que eran conocidas por los egipcios como la referencia de ajuste. Se piensa que se usaba este alineamiento vertical entre estas dos estrellas junto con una bomba de plomo para vislumbrar la dirección del norte. La desviación del norte usando este sistema refleja los días aceptados para las construcciones de defensa.

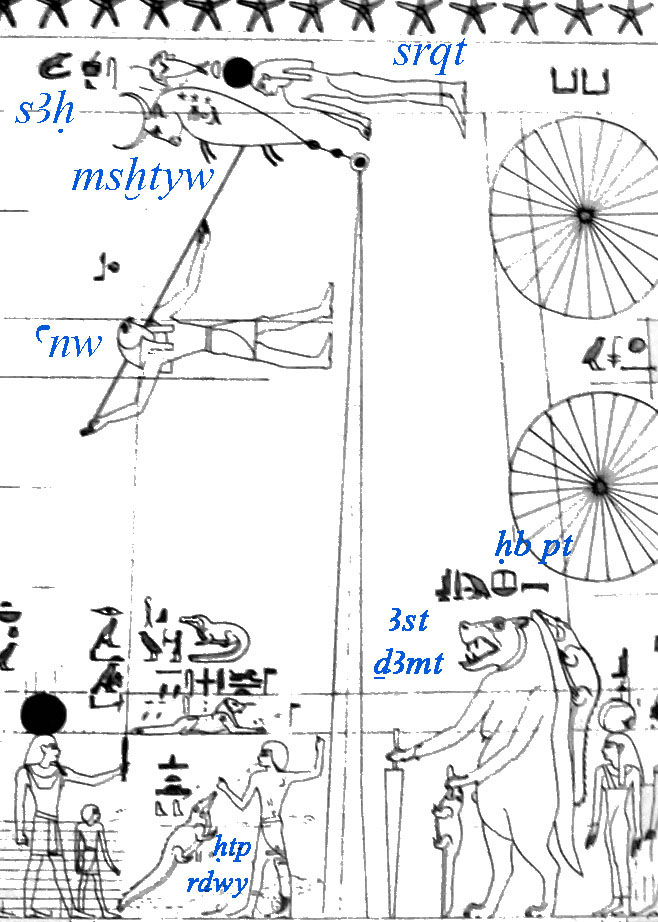
Las constelaciones en el techo astronómico de la tumba de Senenmut.

Algunos han argumentado que las pirámides estaban alineadas con el mapa de las estrellas en el cinturón de Orión, pero esta teoría ha sido criticada por astrónomos con gran reputación.
El techo astronómico de la tumba de Senenmut (1470 a. C.) contiene el Diagrama Celestial que representa las constelaciones circunpolares en forma de disco. Cada disco está dividido en 24 secciones sugiriendo un periodo de tiempo de 24 horas. Las constelaciones están representadas como elementos sagrados de Egipto. Y las observaciones lunares también son visibles.

### El Castillo
El Castillo, también conocido como la pirámide de Kukulkán, es una pirámide de Mesoamérica construida en el centro maya de Chichén Itzá, en México. Muchas características han sido propuestas como elementos astronómicos. Cada una de las escaleras construidas sobre la pirámide tiene nueve escalones. Contando la plataforma central en la parte superior, suma 365 pasos, que es posiblemente uno por cada día del año.

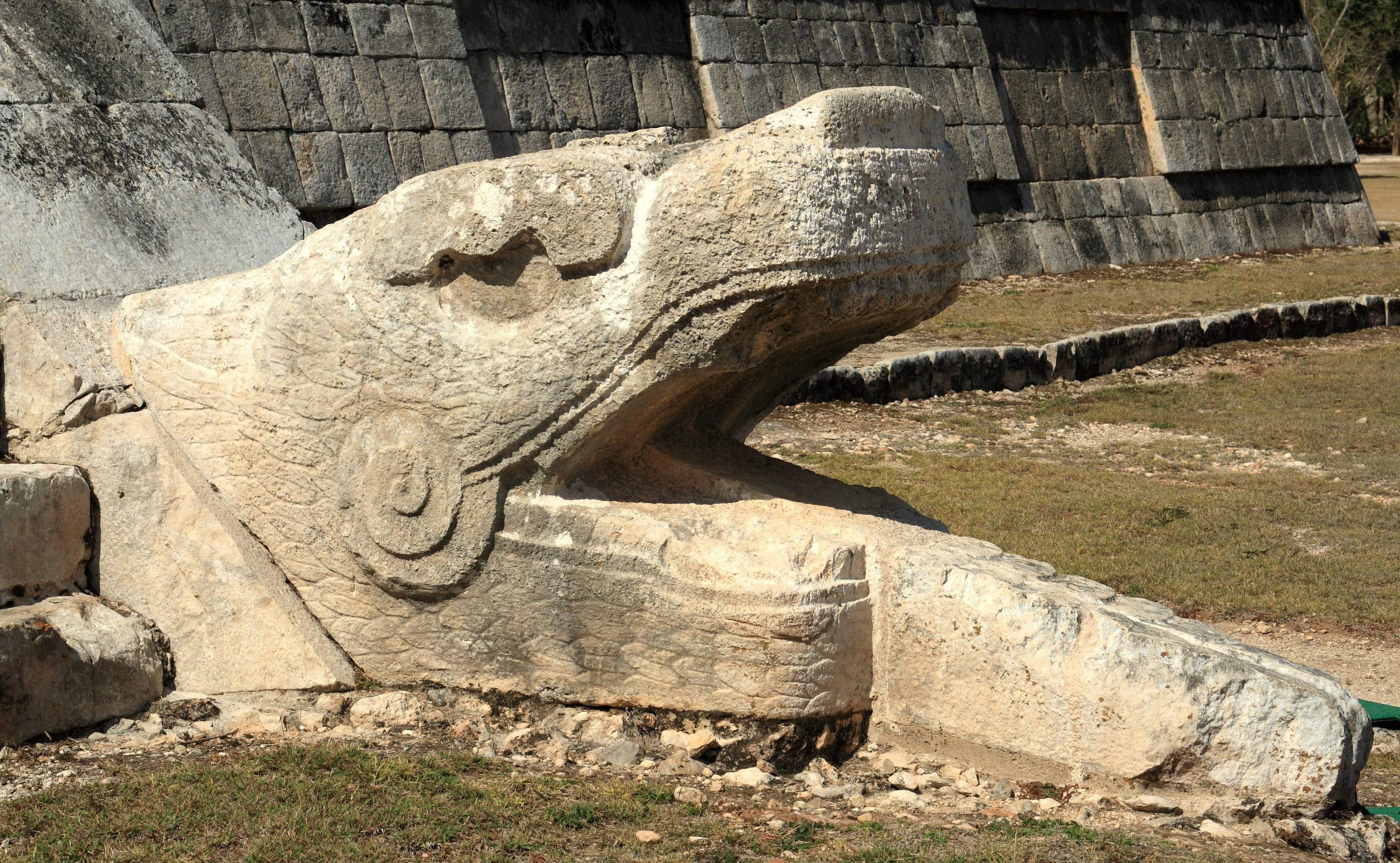
La Serpiente Emplumada.

Un efecto visual impresionante se ve cada marzo y septiembre con una sombra que parece descender la balaustrada este de la escalinata norte. El efecto visual es de una serpiente descendiendo de las escaleras, con su cabeza en la base iluminada. Sin embargo, se ha mostrado que el efecto puede observarse durante varias semanas y los pequeños cambios de un día para el otro no permiten determinar los equinoccios o cualquier fecha, por lo que no es probable que el fenómeno fuera logrado a propósito.

### Stonehenge

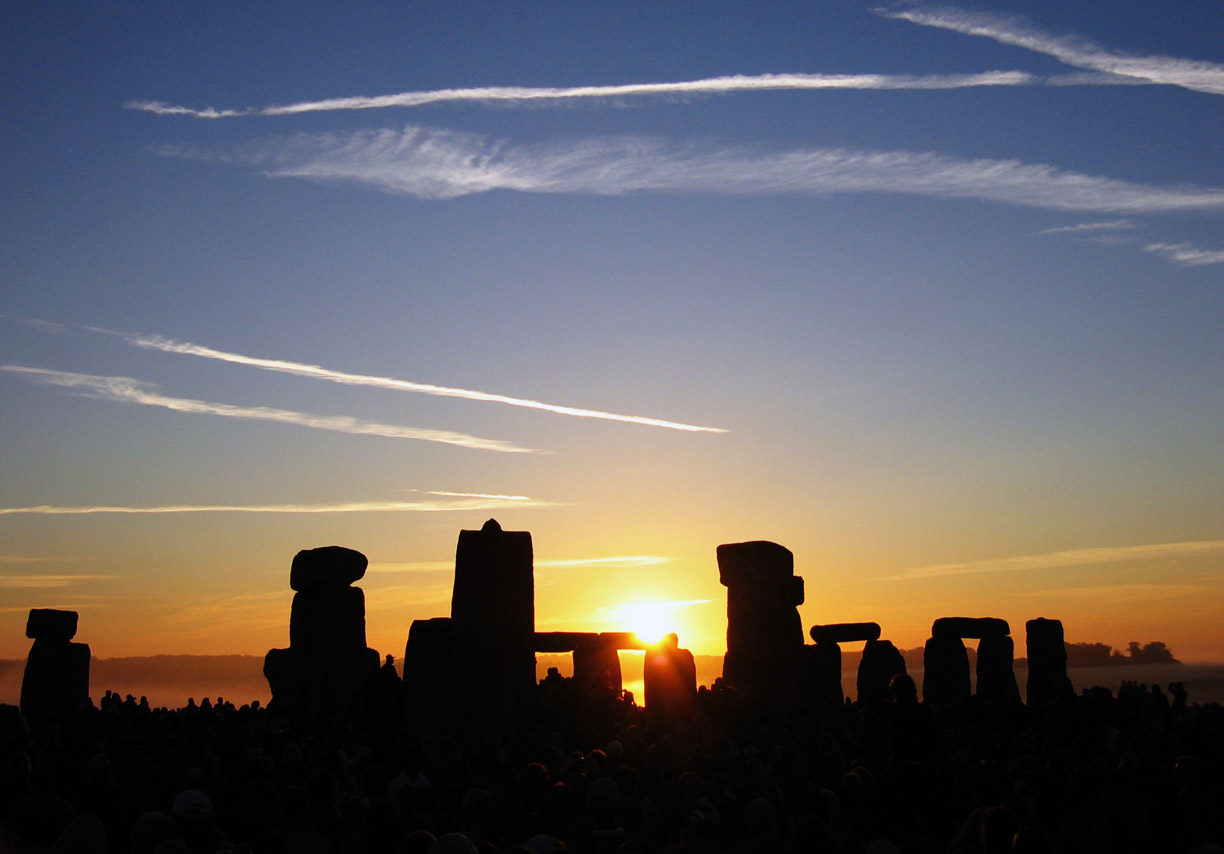
La salida del Sol sobre Stonehenge en el solsticio de verano de 2005.

Se han establecido muchos alineamientos astronómicos en Stonehenge, que es un complejo de megalitos y trabajos sobre la tierra en la llanura de Salisbury de Inglaterra. El alineamiento más famoso de todo este conjunto, es aquel donde el Sol sale sobre la «piedra del Talón» (The Heel Stone). Sin embargo algunos arqueólogos han cambiado esta interpretación, argumentando que el alineamiento del solsticio de invierno, donde el espectador está fuera de Stonehenge y ve la puesta de sol, es el alineamiento más significativo, y el alineamiento del solsticio de verano puede ser una coincidencia debido a la topografía local.
Además de los alineamientos solares, se han propuesto alineamientos lunares. La estación de las cuatro piedras marca un rectángulo. Las partes cortas se alinean hacia el ocaso de la mitad de invierno y de verano. Las partes largas están orientadas hacia el sur-este, (hacia la salida de la Luna lo más al sur posible). Aveni observó que estos alineamientos lunares nunca habían tenido la misma aceptación que los alineamientos solares. El acimut de la piedra del Talón es una séptima parte de la circunferencia, que coincide con la latitud de Avebury, mientras que el acimut del amanecer del solsticio de verano ya no es igual a la dirección de la era de la construcción.[cita requerida]

### Maeshowe

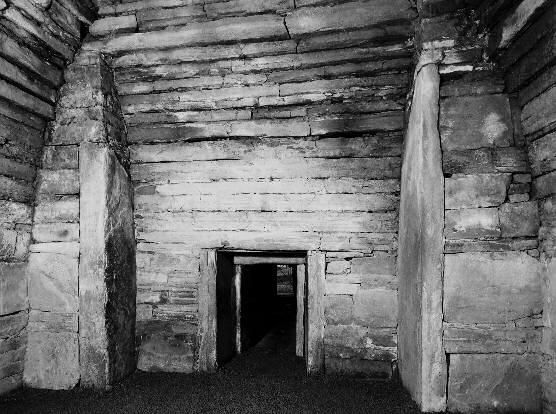
El interior de la cámara de la tumba Maeshowe.

Esta es una estructura arquitectónica Neolítica que era una cámara-tumba en la zona principal de Orkney, Escocia – probablemente data del tercer milenio AC, y la puesta del sol de la mitad del invierno ilumina el interior del pasaje de la entrada hacia la cámara central (ver Newgrange). En la década de 1990 investigaciones más a detalle se llevaron a cabo para descubrir si este fenómeno era exacto o solo una coincidencia solar. Se descubrieron muchos aspectos nuevos. En primera instancia la entrada principal da a los terrenos de la isla Hoy, que está a 10 millas de lejanía. El segundo consiste en dos medidas ajustadas con pequeños ángulos entre cada una. Tercero, la parte exterior está alineada hacia la posición del ocaso a nivel del horizonte justo a la izquierda de la superficie Ward en Hoy. Cuarto, los puntos internos están alineados directamente a Barnhouse que es una piedra que sobresale a 400 metros a la redonda y después a la derecha de la cumbre Ward Hill, justo antes de la muesca entre Cuilags hacia la derecha. Esto indica puntos lineales alineados hacia los ocasos en los primeros 16 días del año solar (de acuerdo a A. Thom) antes y después del solsticio de invierno y la muesca en la base de la esquina derecha de la colina está en la misma declinación. Además se puede observar un fenómeno de un doble ocaso en la parte derecha de Cuilags, también en Hoy; aquí la fecha es el octavo día antes y después del solsticio de invierno, al inicio de noviembre y febrero respectivamente (los festivales celtas antiguos de Samhain e Imboic). Estos alineamientos no están indicados por estructuras artificiales pero son plausibles por las dos líneas que los indican. Maeshowe es por lo tanto un sitio-calendario extremadamente sofisticado que debió ser posicionado cautelosamente para usar la vista del horizonte en los medios descritos.

### Uxmal

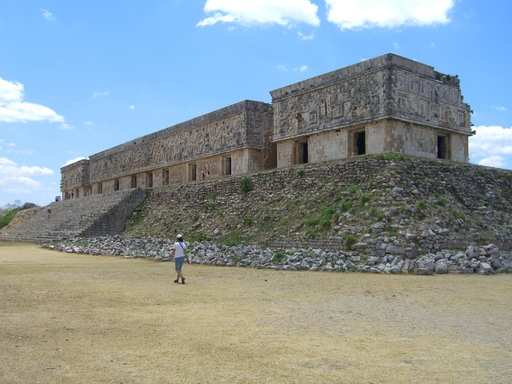
El palacio del gobernador de Uxmal.

Uxmal es una ciudad maya en las colinas Puuc de la península de Yucatán, México. El palacio del gobernador en Uxmal es usado como ejemplo de por qué es importante combinar los datos etnográficos y de alineamiento. El sitio está alineado con acimut de 118° con la pirámide de Cehtzuc. Este alineamiento corresponde aproximadamente al amanecer más hacia el sur y, con mucha más precisión, hacia la posición más al norte de Venus; ambos fenómenos ocurren una vez cada ocho años. Por sí mismo esto no es suficiente para argumentar una conexión significativa entre estos dos eventos. El palacio tiene que estar alineado en una dirección u otra y ¿por qué la salida de Venus puede ser más importante que la salida del Sol, la Luna, u otros planetas? La respuesta dada es que el palacio no tiene una dirección hacia el punto significativo de Venus, si no que está dispuesta así por Venus y constelaciones zodiacales mayas de acuerdo a glifos. Además, los extremos máximos norte de Venus siempre ocurren a finales de abril o principios de mayo, coincidiendo con los inicios de las temporadas de lluvias. Los glifos de Venus aparecen en los rostros de Chaac, dios maya de la lluvia, al parecer refiriéndose a la concomitancia de estos fenómenos.

### Cañón del Chaco

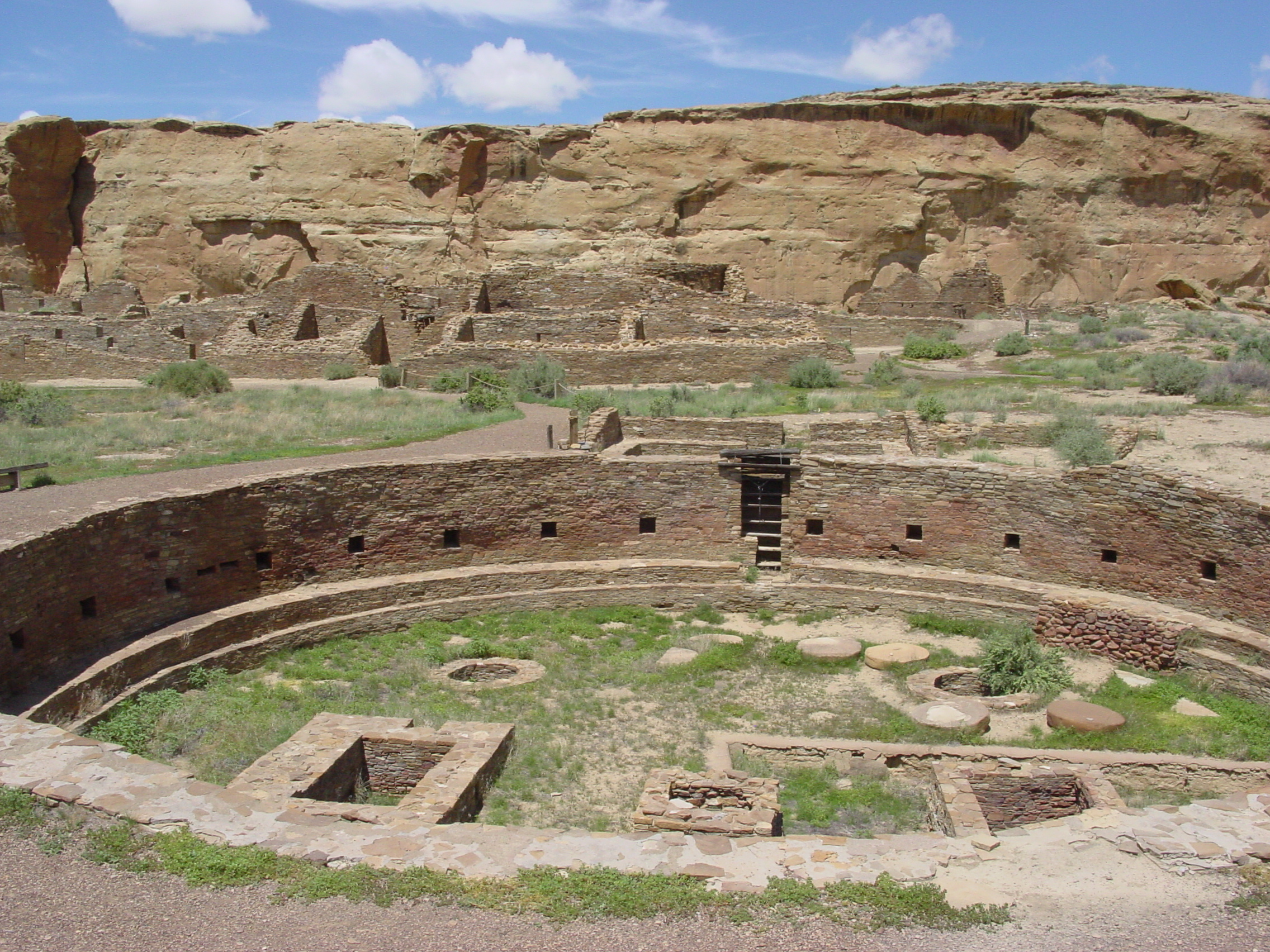
La «Gran kiva» en el cañón del Chaco.

En el cañón del Chaco, el centro de la antigua cultura pueblo, en el sudeste de Estados Unidos, se han documentado numerosas marcas solares y lunares así como alineamientos arquitectónicos y de los caminos. Estos hallazgos datan de los descubrimientos en 1977 del sitio de la Daga del Sol por Anna Sofaer. Tres grandes losas de piedra apoyadas contra un acantilado de un canal son iluminadas y ensombrecidas y son marcadas en dos petroglifos en espiral en la pared del acantilado, que marcan los solsticios, equinoccios y las paradas lunares del ciclo de 18,6 años de la Luna. Investigaciones subsecuentes por el Proyecto del Solsticio entre otras, demostraron que numerosas construcciones y alineamiento inter construcciones de las grandes casa del cañón del Chaco estaban orientadas con las direction cardinales del Sol o de la luna. Adicionalmente, las investigaciones mostraron que el Gran Camino del Norte, un camino de 35 millas, fue construido con ningún propósito utilitario si no para conectar el centro ceremonial del cañón del Chaco con la dirección norte.

### Cueva de Lascaux

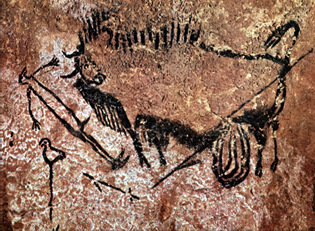
De acuerdo a la teoría, los ojos del toro, el ave, y el hombre ave representan las tres estrellas Vega, Altair, y Deneb comúnmente conocidas como el «Triángulo de verano».

En años recientes, nuevas investigaciones han sugerido que las pinturas en la cueva de Lascaux en Francia pueden incorporar dibujos estelares prehistóricos. Michael Rappenglueck de la Universidad de Múnich argumenta que algunas de los representaciones no figurativas y algunos puntos entre algunas de las imágenes figurativas se correlacionan con las constelaciones de Tauro, las Pléyades y el grupo conocido como el «Triángulo de verano». Basada en su propio estudio del significado astronómico de los petroglíficos en la Era de Bronce en el Vallée des Merveilles y en su investigación extensiva en las pinturas en las cuevas prehistóricas de la región —muchas de las cuales parecen haber sido seleccionadas porque sus interiores son iluminados por la puesta de sol en el día del solsticio de invierno— La investigadora francesa Chantal Jègues-Wolkiewiez ha propuesto que la galería de las imágenes figurativas en la pared principal representan un mapa estelar extensivo y sus puntos principales en el grupo que corresponde a las estrellas en las constelaciones principales como aparecieron en el paleolítico. Aplicando la filogenética a los mitos del cazador cósmico, Julien d'Huy sugirió que la versión paleolítica de la historia pudo haber sido la siguiente: hay un animal que posee cuernos y es herbívoro, especialmente un alce. Un humano persigue este ungulado. El cazador se localiza o posiciona en el espacio. El animal está vivo cuando se transforma en una constelación. Forma un gran cazo. La historia puede estar representada en la famosa escena de Lascaux.

## Arqueoastronomía marginal
Ahora por lo menos tenemos todos los hechos arqueológicos para trabajar junto con los astrónomos, los druidas, los de la Tierra plana y todos los demás.
Sir Jocelyn Stephens.

La arqueoastronomía le debe su poca reputación entre los académicos a su ocasional mal uso de acontecimientos pseudo-históricos. Durante la década de 1930 Otto S. Reuter compiló un estudio alemán titulado Germanische Himmelskunde (Tradiciones astronómicas teutónicas). Las orientaciones astronómicas de los monumentos antiguos reivindicadas por Reuter y sus seguidores situarían a los antiguos pueblos germánicos por delante del Antiguo Oriente Próximo en el campo de la astronomía, demostrando la superioridad intelectual  de los «arios» (indoeuropeos) sobre los semitas.
Desde el siglo XIX, numerosos estudiosos han tratado de utilizar cálculos arqueoastronómicos para demostrar la antigüedad de la antigua cultura védica india, calculando las fechas de las observaciones astronómicas ambiguamente descritas en la poesía antigua hasta el año 4000 a. C. David Pingree, historiador de la astronomía india, reprobó a «los académicos que proponen teorías de ciencia prehistórica descabelladas y se llaman a sí mismos arqueoastrónomos».
Gallagher, Pyle, y Fell interpretaron unas inscripciones en Virginia Occidental como una descripción en el alfabeto celta ogam de un supuesto marcador del solsticio de invierno. La controvertida traducción fue supuestamente validada por una problemática indicación arqueoastronómica en la que el Sol del solsticio de invierno brillaba sobre una inscripción del Sol en el lugar. Análisis subsecuentes han criticado sus inadecuaciones culturales, así como sus reclamaciones lingüísticas y arqueoastronómicas para describir esto como un ejemplo de «arqueología de culto».
La arqueoastronomía se relaciona comúnmente con una disciplina similar a la arqueocriptografía, cuando sus seguidores tratan de encontrar los órdenes matemáticos de las proporciones, tamaños y lugares de los sitios arqueoastronómicos como Stonehenge o la pirámide de Kukulkán en Chichén Itzá.

## Organizaciones y publicaciones arqueoastronómicas
Actualmente hay tres organizaciones académicas arqueoastronómicas. ISAAC—the International Society for Archaeoastronomy and Astronomy in Culture (La Sociedad Internacional para la Arqueoastronomía y la Astronomía en la Cultura) —que fue fundada en 1995 y ahora es patrocinado por las Conferencias de Oxford y la revista Archaeoastronomy — the Journal of Astronomy in Culture. SEAC— La Société Européenne pour l’Astronomie dans la Culture—es relativamente más vieja; fue creada en 1992. SEAC lleva a cabo conferencias anuales en Europa y publica conferencias moderadas relativas a los procedimientos con base en periodos anuales. También existe la SIAC— La Sociedad Interamericana de Astronomía en la Cultura, primordialmente en América Latina, y es una organización que fue fundada en 2003. Dos nuevas organizaciones se han enfocado en la arqueoastronomía local y fueron fundadas en 2013: ASIA - the Australian Society for Indigenous Astronomy en Australia y SMART - the Society of Māori Astronomy Research and Traditions en Nueva Zelanda.
Adicionalmente, la revista Journal for the History of Astronomy publica muchos artículos arqueoastronómicos. Ha publicado veinte y siete artículos (de 1979 a 2002) y publica un suplemento anual sobre arqueoastronomía. La revista Journal of Astronomical History and Heritage (del Instituto Nacional de Investigación Astronómica de Tailandia, Culture & Cosmos (Universidad de Gales, Reino Unido) y Mediterranean Archaeology and Archaeometry (Universidad del Egeo, Grecia) también publican artículos en arqueoastronomía.
Varios proyectos nacionales de arqueoastronomía han sido llevados a cabo. Dentro de estos se encuentre el programa Tata Institute of Fundamental Research nombrado "Archaeo Astronomy in Indian Context" que ha hecho interesantes hallazgos en esta área.

### Sociedades
- ISAAC, The International Society for Archaeoastronomy and Astronomy in Culture.
- SEAC La Société Européenne pour l’Astronomie dans la Culture. Site in English.
- SIAC La Sociedad Interamericana de Astronomía en la Cultura.
- Society for the History of Astronomy

### Revistas
- Archaeoastronomy and Ethnoastronomy News
- Archaeoastronomy: Supplement to the Journal for the History of Astronomy
- Archaeoastronomy: The Journal of Astronomy in Culture
- Cosmovisiones/Cosmovisões Archivado el 20 de noviembre de 2021 en Wayback Machine.
- Culture and Cosmos
- Journal for the History of Astronomy
- Archaeoastronomy and Ancient Technologies (open access)

- Datos: Q463923
- Multimedia: Archaeoastronomy / Q463923